# جحفية (إربد)
جُحْفِيّة هي قرية تقع في المملكة الأردنية الهاشمية في محافظة إربد وتتبع لإدارة لواء المزار الشمالي، يبلغ عدد سكانها في الوقت الحاضر ما يقارب 4.000 نسمة.
جحفية قديمة جداً بنشوئها وظلت مزدهرة بشكل متميز من العصر الحجري حتى العصر العثماني، كانت أكبر المراكز الحضارية والسكانية في المنطقة حتى ظهور المدن الرومانية العشر المحصنة (حلف الديكابولس) في العهد الروماني. كانت وعلى مر العصور من أهم المراكز الزراعية ومراكز تخزين الحبوب والمحاصيل الزراعية ومن أهم محطات المراقبة والاستطلاع وطرق الحمام الزاجل. يعتقد أن معظم آثارها التاريخية وابنيتها بادت وانطمرت بعد الزلزال الذي ضرب المنطقة في عام 747 م والزلازل التي تلته.
تربو جحفية على هضبة جبلية تشرف على سهول حوران وتطل على مرتفعات الجولان وجبل الشيخ (حرمون) وعلى بحيرة طبريا وتطل على بداية جبال عجلون. ان موقعها الفريد منحها تلك الأهمية الاستثنائية عبر العصور.
نشأت جحفية في العصر الحجري كما دلّت المسوحات والاكتشافات الأثرية والتي أثبتت أيضاًأنها أول موقع أثري في شمال الأردن يؤرخ للعصر الحجري 2200 قبل الميلاد. لقد ازدهرت في العصر الحديدي والعصر البرونزي المتأخر كما تدل الآثار التي وجدت في تل جحفية.
عثر في جحفية على نقوش يونانيه، بالإضافة إلى قطع رخامية وبازلتية وعلى كسر فخاريه تعود للعصر الهلنستي وبداية العصر الروماني مما يدل على ازدهارها في ذلك العصر.
استمرت مزدهرةً وبشكل استثنائي في العصور اللاحقة حيث كانت إحدى المستعمرات الرومانية كما تدل الآثار الرومانية من منحوتات وعملات معدنية وفخاريات متنوعة وجدت في بورة التل وفي كرم التين يعتقد بوجود إحدى القصور الرومانية البائدة كما تدل المنحوتات الحجرية المشذبة. كانت مزدهرة أيضا أثناء فترة البيزنطيين الذين اعتنقوا المسيحية وذلك كان واضحاً من آثارهم مثل الكنيسة البزنطية التي تعود للقرن السادس الميلادي والمتميزة بالأرضية الفسيفسائية الملونة وبقايا جدران الجير وبئر الكنيسة عدا عن المقبرة البيزنطية التي تمتد من غرب موقع الكنيسة حتى كرم التوت جنوب مسجد عثمان بن عفان.
عندما ضم شرحبيل بن حسنة الأردن للحكم الإسلامي وقامت الخلافة الأموية كانت جحفية ذات أهمية كبيرة ويعتقد أن السلاطين الأمويين كانوا يزورون جحفية وجوارها للصيد وللتمتع بالطبيعة الجميلة، وقد وجدت الكثير من الزجاجيّات والفخار التي تعود للعصر الأموي.
بدأت جحفية تفقد أهميتها بعد نقل مركز الخلافة الإسلامية إلى بغداد وتم تهميشها بشكل كبير أثناء الحكم العثماني وضاعت في تلك الفترة الكثير من آثارها وتاريخها وأخبارها. وهجرها الكثير من أهلها وتفرقوا في البلاد ووصلوا إلى طبريا وفلسطين وأرض جزيرة الفرات وبدأت تتلاشى وتتحول إلى قرية صغيرة.
في نهاية الحكم العثماني وابّان الحكم الفيصلي وأثناء الإهمال والتهميش عانت جحفية من غارات وهجمات البدو المسلحين الذين كانوا ينطلقون من غرب صحراء وادي السرحان ومن صحراء النفوذ وصحراء الأردن وكانوا يقصدون الاستيلاء على محاصيل ومواشي الفلاحيين في قرى اربد وجوارها بما فيها جحفية وكل قرى بني عبيد، وقد استمرت تلك الغارات حتى أثناء قيام امارة شرق الأردن ودامت حتي نهاية حكم الإنجليز للأردن مما أدى إلى المزيد من خراب الزراعة والهجرة والإضمحلال.
دُمّرت معظم أشجار جحفية والغابات المحيطة بها ونهبت محاصيلها في أواخر سنوات العصر العثماني وعانت من المجاعة في بداية الحرب العالمية الأولى بسبب سياسات الحاكم التركي جمال باشا السفاح وبسبب غزو أسراب الجراد لسهول حوران وهضاب الأردن وفلسطين.
عادت لتكون قرية صغيرة في ظل إمارة شرق الأردن وأخذت تزدهر وتتوسع في ظل المملكة الأردنية الهاشمية وخصوصأ بسبب قربها الكبير لمدينة اربد التي هي ثاني أكبر وأهم مدينة في الأردن وعاصمة للشمال.
بعد حرب الخليج الثانية وتوطّن القادميين من الكويت في اربد وقراها وبلداتها وتمدد مدينة اربد بشكل كبير على حساب القرى المجاورة بدأت جحفية تفقد استقلاليتها وهويتها وطابعها القروي العريق.

## الموقع

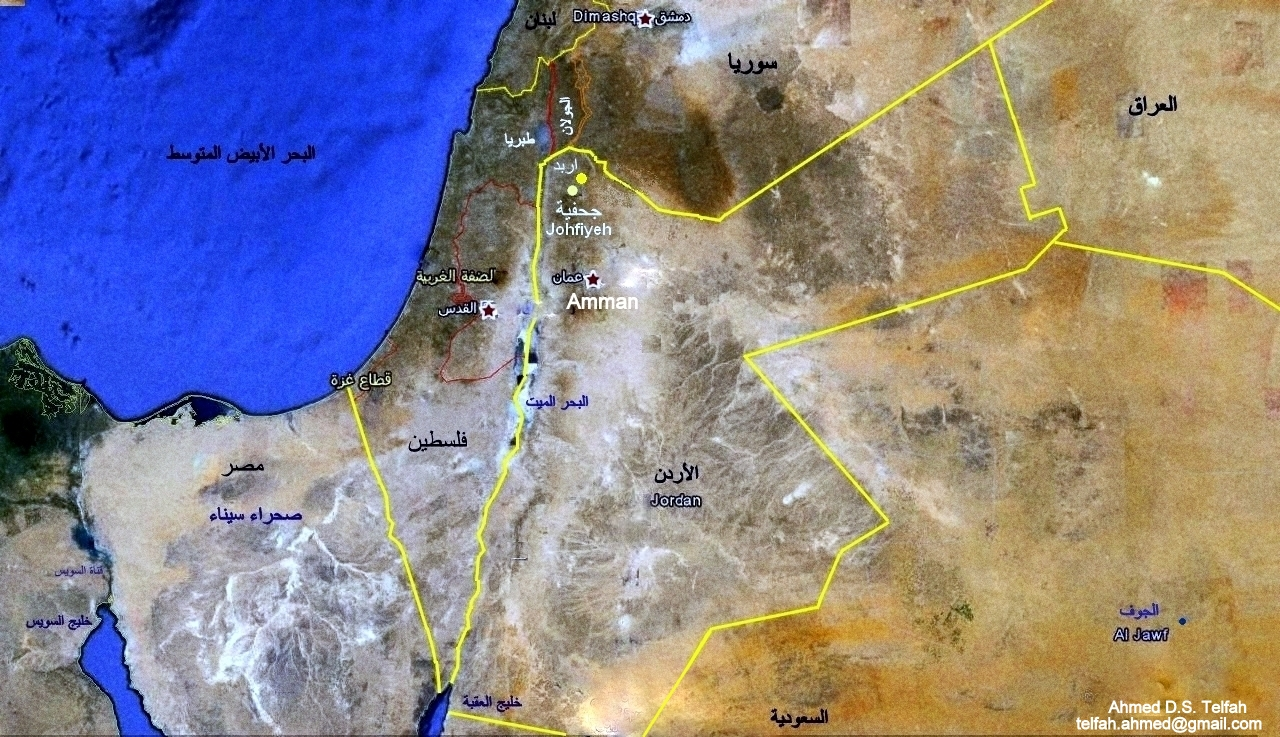
موقع جحفية على خارطة الأردن ودول الجوار

تقع جحفية على بعد حوالي 80 كم شمال العاصمة الأردنية عمّان وعلى بعد 7.5 كم جنوب غرب إربد. وهي جزء من منطقة سهل حوران الممتدة من جنوب سوريا إلى شمال الأردن. وتحيط بها السهول الزراعية الخصبة من جهاتها الشمالية والشرقية والجنوبية،
وتشرف جحفية على سهل حوران وعلى شمال فلسطين. ويمكن رؤية المثلث الأردني السوري الفلسطيني بوضوح من شمال غرب جحفية.
في فصل الشتاء يكتسي جبل الشيخ أو جبل حرمون بالثلج ويدوم ذلك حتى شهر نيسان ويظهر هذا الجبل من قرية جحفية بوضوح ساطع مع العلم بأن جبل الشيخ يقع في سوريا ولبنان. يمتـد من بانياس وسهل الحولة في الجنوب الغربي إلى وادي القرن ومجار وادي الحرير في الشمال الشرقي.

## تضاريسية المنطقة
تربو جحفية مثل بقية قرى شمال الأردن على هضبة جبلية تعتبر الأعلى مقارنة بالقرى التي تقع شمالها وفي نفس الوقت تعتبر الاقل ارتفاعا مقارنة بالقرى التي تقع جنوبها. ترتفع 750 إلى 793 متر عن مستوى سطح البحر. وانحدار جبال جحفية تدريجى من جهة سهل حوران حيث تنحدر ما يقارب 200 متر ضمن مسافة افقية تزيد على 6 كيلومتر بينما يكون انحدارها حادا من جهة الغرب والشمال الغربي والجنوب حيث تنحدر مايزيد على 300 متر في مسافة افقية اقل من كيلومتر واحد. يعاني السفح الغربي والجنوبي لجبال جحفية من انجراف التربة مع هطول الأمطار مما أدى إلى فقدان هذه السفوح للغطاء الخضري باستثناء بعض الشجيرات والاعشاب البرية الدائمة التي وجدت بين شقوق الصخر بقايا من التربة مثل نبات الزعتر والعلييق والنبق. ولكن الحال يختلف بوضوح كلما اتجهت شرقا حيث تبدا الهضبة بالاستواء حاضنتة تربة حمراء داكنة خصبة ممزوجة برماد الافران والمواقدالقديمة (تدعى بالمساتشن) والتي هي بقايا الحضارات التي توالت على الهضبة الغربية. ينمو فيها بغزارة شجر التين بأنواعة وشجيرات الصبر والزيتون بما فية الروماني (الرومي) والصوري والمهجن. وكلما اتجهت شرقا وجنوبا تظهر التربة على لونها الأسود (بني غامق وداكن) ويكثر فيها حجارة الصوان ثم تنساب بعد ذلك لتشكل سهلا رائعا يملأ الافق يزرع بالقمح والشعير والفول والحمص والقصييب والمقش والذرة والسمسم ويزرع أيضا بالزراعات الصيفية البعلية مثل البندورة والباميا والفقوس والكوسا واليقطين.
وادي البطين هو الفاصل الطبيعي بين جحفية ودير يوسف بينما وادي الجرون الذي يفصل بينها وبين المزار ووادى الغفر بينها وبين اربد. لايوجد فاصل طبيعى متمايز بين جحفية وقريتي ناطفة وهام التي تقع على امتداد الهضبة من الجهة الشرقية الشمالية

## تاريخ جحفية عبر العصور
قرية جحفية جزء لايتجزأ تاريخياً أو جغرافياً من المنطقة ككل (جنوب سوريا والأردن وشمال فلسطين ولبنان). لذلك لا يمكن مناقشة تاريخها بطريقة مستقلة عن تاريخ المنطقة ولا يمكن حصر تاريخها في تاريخ حقبة زمنية واحدة.
يجب أن لا يستهان بدراسة تاريخ قرية جحفية كونها قرية صغيرة في العصر الحديث. ان تاريخ جحفية مؤشر ودليل على تاريخ المنطقة وعلى الحضارات التي توالت على المنطقة بالمفهوم الشامل. لقد أدت دراسة وفهم تاريخ تل جحفية على يد بعثة الانثربولوجيا من جامعة مونستر الألمانية بالتعاون مع جامعة اليرموك أدى إلى فهم جزء كبير من تاريخ إربد أثناء العصر الحديدي والبرونزي المتأخر. وأدت دراسة أخرى للنقوش الحجرية إلى فهم كثيرا من تاريخ العصر الحجري الذي ساد المنطة وأثبت ترعرع الحضارة في المنطقة المجاورة في ذلك التاريخ.
أثبتت الدراسات لتل جحفية والمنطقة المحيطة به والتي نشر منها أربعة عشر ورقة بحثية (published papers) في مجلات علمية عالمية بالإضافة إلى دراسة بقايا آثار الكنيسة البيزنطية على يد البعثة الأثرية الكندية عام 1996 م والتي نشرت نتائجها في مجلة علمية أمريكية، هذا كله إضافة إلى رسالة دكتوراة محققة ومنشورة باللغة العربية ركزت على النقوش الحجرية أن جحفية لم تكن قريه أو تجمع سكاني صغير وانما كانت مركز زراعي وسكني حضاري كبير حيث وجدت الأبنية المشيدة والنقوش على الحجر وصناعة الأدوات الزراعية وصناعة الزجاج والفخار العادي والمنقوش وكل هذه العلامات كانت موجودة فقط في التجمعات السكنية الحضارية الكبيرة والتي تصنف كمراكز حضارية.
من أجل تفصيل تاريخ جحفية لابد من إعطاء لمحة سريعة ومبسطة عن تاريخ المنطقة التي تنتمي لها جحفية في الماضي والحاضر.
مقدمة عن تاريخ المنطقة التي تنتمي لها جحفية
مرت المنطقة التي تنتمي لها جحفية عبر عصور ما قبل التاريخ وحتى العصر الحديث بحضارات العصر الحجري القديم والعصر النحاسي والبرونزي، مرورا بمملكات العهد القديم والعصر الحديدي وقد شهد هذا العصر تطور وتثبيت دعائم ثلاث ممالك جديدة على أرض الأردن هي أدوم في الجنوب ومؤاب في الوسط وعمون في الجبال الشمالية، وحكم الفرس الأردن وفلسطين ثم جاء دور الأنباط التي امتدت مملكتهم من وادي السرحان شرقا إلى نهر الأردن غربا ومن البحر الأحمر جنوبا إلى بلاد الشام شمالا وعاصمتها البتراء والتي فاقت المدن العشر جمالا. ثم احتلت روما الأردن وسوريا عام 63 ميلادي واستمر حكمهم لأكثر من 400 عام وتشكل اتحاد المدن العشر (حلف الديكابولس Decapolis) اتحادا اقتصاديا وثقافيا فيدراليا ومن هذه المدن فيلادلفيا (عمان) وجراسا (جرش) وجدارا (أم قيس) و ارابيلا (إربد) التي تنتمي لها قرية جحفية ومدن أخرى من فلسطين وجنوب سوريا.
ثم جاء البيزنطيون والرومان الشرقيون واعتنق الإمبراطور قسطنطين المسيحية وانتشرت المسيحية في الأردن في تلك الفترة، ثم جاء دور الفتوحات الإسلامية لبلاد الشام، وفتح الأردن على يد القائد العربي المسلم شرحبيل بن حسنة. وقعت أعظم معارك المسلمين على تراب أرض الأردن في مؤتة جنوب الأردن واليرموك في منطقة اربد. ثم خضع الأردن لحكم الأمويين ثم العباسيون والفاطميون والأيوبيون والمماليك.
خضع الأردن للحكم العثماني الذي دام 400 عام انتهت بهزيمة العثمانيين في الحرب العالمية الأولى وقيام الثورة العربية الكبرى التي أعلنها الشريف الحسين في 10 حزيران 1916 م وقيام الأردن الحديث تحكم الحكم الهاشمي منذ العام 1921 م.
—— جحفية في العصر الهلنستي (الإغريقي) (532 ق.م - 63 ق.م)
حسب مسوحات يتمن فانه عثر في موقع جحفية على بعض نقوش يونانيه، بالإضافة إلى قطع رخامية وبازلتية (مرجع)، كذلك تم العثور على كسر فخاريه تعود لعصر الهلنستي وبداية العصر الروماني (مرجع).
—— جحفية في العصر الروماني (63 ق.م— 324 م)
تشير الشواهد الأثرية، على أهمية بلده جحفية وجوارها، في العصر الروماني، أكثر من العصور الذي سبقته، وتدل عمليات المسح الأثرية، على وجود قطع فخاريه كثيرة تعود لعصر الروماني، ودل المسح الذي قان به نلسون جلوك أن هناك كسراً فخارية كثيرة ترجع للعصرين الروماني والبيزنطي، ويوجد في أحد البيوت القديمة جزء من نقش يوناني لم يكتمل معناه في قنطرة ذلك البيت وربما جلبه المواطنون هذه الحجارة وشذبوها من أجال البناء.
—— جحفية في العصر البيزنطي (324- 640)م
ويعتبر هذا العصر من آخر العصور الكلاسيكية أو القديمة التي سبقت العصور الإسلامية، ففي شهر تموز من عام1996 م تم الكشف عن جزء من أرضية فسيفسائية ملونة لكنسية أثرية ترجع للقرن السادس الميلادي تعود للعصر البيزنطي، وعثر أيضاً على بقايا جدران مبنية من الحجر الجيري المشذب ترتبط مع أرضية هذه الكنسية التي احتوت على بئر ماء من الصخر لاستعمالات الكنسية.
—— جحفية في العصور الإسلامية (ما قبل العثمانيين) (630 - 1516)م
- العهد الراشدي:(630 - 661 م): أو عهد صدر الإسلام. لا تتوفر عن القرية أية معلومات في هذا العصر.
- العهد الأموي (661 - 750 م): عهد الدولة الأموية، تتوفر عن بلدة جحفية في ذلك العهد معلومات نتيجة دراسة بعض القطع الفخارية التي تعود إلى عهد الأموي والتي تم العثور عليها في تل جحفية في الطرف الجنوب الغربي منه وكذلك في منطقة كرم التين، وكذلك في المنطقة الغربية من البلدة وفي منطقة الحواكير التي توجد في أسفل البلدة.
- العهد العباسي (750 - 1250 م): عهد الدولة العباسية. لا توجد أية إشارة أو قطع فخارية تشير إلى وجود آثار عباسية في بلدة جحفية.
- العهد الأيوبي (1174 - 1263 م).ويعتبر هذا العهد امتداداً لهد الدولة العباسية وقد شمل على كثير من الأحداث التي تتعلق بالحروب الصليبية، أمل فترة هذا العهد ربما لم يكن لبدة جحفية أية ذكر في هذا العصر سوى بعض الكسر الفخارية والتي تعود إلى الفترة الأيوبية في منطقة الحواكير وفي المنطقة الشرقية منها وبالقرب من بير العكر.
- العهد المملوكي (1250 - 1516 م): لايزال البحث في هذه الحقبة قيد الدراسة.

—— جحفية في العصر العثماني (1516 م - 1918 م)
ويعتبر هذا العهد من العهود التاريخية المهمة، والتي شهدت فيها بلدة جحفية حيث يتوفر فيا كثير من المعلومات التاريخية حول تطور القرية وعلى مختلف مراحل هذا العهد وعلية سوف نتناول تلك المعلومات حسب تسلسلها التاريخية وكما يلي:
جحفية في دفاتر الطابو العثمانية للقرن 10 هـ =16 م: بالرجوع إلى دفاتر الطابو والتحرير العثمانية التي ذكرت أن قرية جحفية قرية كبيرة في تلك الأثناء فيها جامع وتقوم بزراعة القمح والشعير والمال الصيفي والأشجار المثمرة والكروم وتربية الأغنام وقد سجلت أملاك جحفية (1889- 1891 م)وكان فيها (23) بيتاً مع أملاك أخرى ويبدو من السجل اهتمام أهالي جحفية بزراعة الأشجار وذكرت فيها مرافق كثيرة مثل المجنة في القرية وبئر اسعد ومشاع الساحة وخربة وحاكورة وبئر الخطيب ومغارة وروض البركة وقف البئر وهذه المواقف تشير إلى أن القرية ظلت مأهولة دائماً وبشكل متصل (هند أبو الشعر ص152)، وكانت بلدة جحفية تابعة (لبني الأعسر) وكانت هذه الناحية في (10 هـ =16 م)تابعة للواء دمشق وهي مذكورة في ثلاثة دفاتر طابو (430)والذي يعود تاريخه إلى مطلع عهد السلطان سليمان القانوني (930 هـ - 1520 م)، ودفتر طابو (401)الذي يعود تاريخه (950 هـ - 1543 م)، والدفتر الثالث الذي يعود تاريخه إلى (1005 هـ - 1596 م)، وقد تمتعت هذه الناحية بالاستقرار والأمن في ظل الأسرة الغزاوية والمقيمة في بلدة صخرة وكما تولت إمارة (سنجق لواء عجلون)وإمارة الحج وقد أوجدت بيئية من الاستقرار.
وبقية بلدة جحفية تابعة لناحية بني الأعسر حتى نهاية القرن السادس عشر حيث عرفت فيما بعد باسم ناحية بني عطية وفي بداية القرن التاسع عشر أصبحت تعرف باسم ناحية بني عبيد وكان مركز هذه الناحية بلدة الحصن وكانت تضم الصريح، أيدون، ناطفة، هام، جحفية، حبكا، المزار، صمد، كتم النعمية، شطنا صخرة.
—— جحفية في أواخر العصر العثماني (1900 م-1918 م)
عندما عين القائد العسكري العثمالي جمال باشا (أحمد جمال باشا السفاح أحد زعماء جمعية الاتحاد والترقي) حاكما مطلقا على بلاد الشام (ولاية سوريا آنذاك) عام 1914 م وقد أوكلت إليه مهمة تجهيز الجيش الرابع العثماني أثناء الحرب العالمية الأولى لكي يهاجم ويشغل الإنكليز في حدود مصر ليضطروا إلى وضع قوة كبيرة من جيشهم في قناة السويس، ليخففوا بذلك عن الدولة العثمانية في جناق قلعة، وعن الألمان في الجبهة الغربية. حينها أصدر جمال باشا أوامره بالاستيلاء على محاصيل المزارعيين في مناطق نفوذه (خصوصا سهول وهضاب حوران وقراها لانها أرض القمح والخير) لصالح تجهيز الجيش العثماني الرابع وأمر بقطع أشجار الغابات والأحراش لتسيير قطارات الجيش العثماني التي تحمل الجنود والسلاح والمؤونة لجمعها في ميناء حيفا لكي تنقل بحراً إلى الحرب على ضفاف قناة السويس في مصر. في تلك الفترة العصيبة بدأت بوادر المجاعة تظهر في المنطقة كلها بما فيها جحفية وقرى شمال الأردن. في عام 1915 م نهب الجيش العثماني مؤونة ومخزون الحبوب حتى من داخل بيوت فلاحي حوران وهضابها بما فيها قرى بني عبيد التي كانت مهمشة والأضعف في الحلقة السياسية آنذاك وذلك لصالح تجهيز الجيش الرابع فاستفحلت المجاعة في اربد وقرى بني عبيد المنطقة كلها بشكل واضح، في العام 1916 م والعام الذي يليه هاجمت أسراب الجراد القادمة من صحراء شرق بلاد الشام وخصوصا سهول حوران وشمال الأردن وسهول فلسطين الشمالية وقضت على المحاصيل الزراعية قضائا مبرما. في ذلك استحكمت حلقات المجاعة على الناس ومات الكثير من الناس من المجاعة وتوابعها. استمرت المجاعة بهذا الشكل حتى عام 1918 م ثم بدأت تخف تديجيا عن سهول حوران واستمرت بصورة أقل على قرى بني عبيد التي تنتمي لها جحفية. كان للمجاعة وبطش جنود الجيش الرابع العثماني أثر كبير على حياة الناس من كل النواحي.
يروى أن الجيش العثماني قطع غابات وأحراش جحفية والمنطقة المحيطة بها وتركها منطقة جرداء باستثناء بعض أشجار الزيتون الروماني. وعانت جحفية من المجاعة وأكل الناس خبز الشعير وخبز الذرة البيضاء (الكراديش) لعدة سنوات ومات الكثير من الأطفال الرضع لنقص الغذاء والكساء في البرد ذلك عدا عن الأمراض التي فتكت بالناس والأمية والتجهيل الممنهج للمنطقة كلها.
بعد هزيمة الدولة العثمانية في الحرب العالمية الأولى ومن ثم زوال الحكم العثماني على يد الثورة العربية الكبرى ومن ثم سيطرة بريطانيا على المنطقة لم يتحسن الحال. لكن الناس في كل المنطقة عادوا إلى زراعة المحاصيل وتربية المواشي. فقد اقتنى الناس في جحفية البقر والغنم والدجاج وتعلم الناس من أيام المجاعة دروسا قاسية وغيرت حتى أنماط الحياة الاجتماعية لفترة طويلة.
—— جحفية في ظل إمارة شرق الأردن (1923 م-1946 م)
منذ 1923 م ولغاية تاريخ إعلان استقلال المملكة الأردنية الهاشمية في 1946 م.
—— جحفية في ظل المملكة الأردنية الهاشمية (1946 م- الوقت الحاضر)

## الآثار والمعالم التاريخية
تعتبر جحفية من المناطق الأثرية الهامة في شمال الأردن حيث أن كثيرا من اثارها تعود للعصر الحديدي المتاخر ومن ثم الامتدادات الحضارية للعصر البرونزي والبيزنطي والعصرالإسلامي الأموي. وقد تم العثور على بعض العملات المعدنية النادرة التي تعود للعصر الروماني.[2][3]
من أهم المواقع الأثرية:
- تل جحفية 2200 ق.م: يقع تل جحفية على بعد 7.5 كم جنوب غرب إربد وقد زوده موقعه الجغرافي حيث يرتفع 793 م عن سطح البحر بمنظر خلاب حيث يطل على المنطقة الجبلية المحيطة. تبلغ مساحة التل حوالي 4 دونمات ومساحة سطح التل شبه الدائرية حوالي 950 م2.[1]
- مسجد جحفية القديم: مسجد قديم جدا بني على بقايا كنيسة بيزنطية كبيرة ذات سرايا وسراديب. من المثير أن معظم الناس لم تكن تعرف تلك الحقيقة إلا أن تم اكتشاف الفسيفساء في أرضية المسجد من قبل هواة التنقيب عن الآثار. تم اغلاق هذا المسجد في عام 1979 نظرالقدمه ولضيق مساحته. ظل مهجورا لحين انهياره بعد عمليات التنقيب الأثري الهمجي في عام 1997-1999 م وهو مايزال كومة من الأنقاض شاهدة على الإهمال والاستخفاف بالإرث الحضاري والديني.
- الدولمن أو المناطير: يسميها الناس بالمناطير، وهي طاولات حجرية ضخمة مكونة من الصخور الصوانية الكبيرة والتي يصل أبعدها (1,5-2-3) وهي تشكل ما يشبه الغرف الصغيرة، لم يترك الذين أنشئوها نقشا أو علامة واحدة عليها، ظاهرة تستحق الوقوف عندها والتأمل فيها. ينتشر العشرات منها شمال بلدة جحفية ولكن الزحف العمراني قد دمر العديد منها حيث أزيلت تماماً، وهي مكونة من ومن المرجح أنها استخدمت كقبور لجماعات بشرية كانت تهاجر من شمال المملكة إلى جنوبها وفلسطين في العصر البرونزي الدور الأول/الثاني، وقد انتشرت «الدولمنز» في مناطق مختلفة من الأردن مثل حقل داميا وحسبان واربد وقد دلت الحفريات التي أجريت أنها تعود «للعصر البرونزي المبكر الأول/الثاني» حوالي 2900 ق.م [7][8]. تم أخذ بعض (الدولمن) من جحفية إلى كلية الآثار في جامعة اليرموك وقد تم إعادة تركيبها هناك للزائرين.

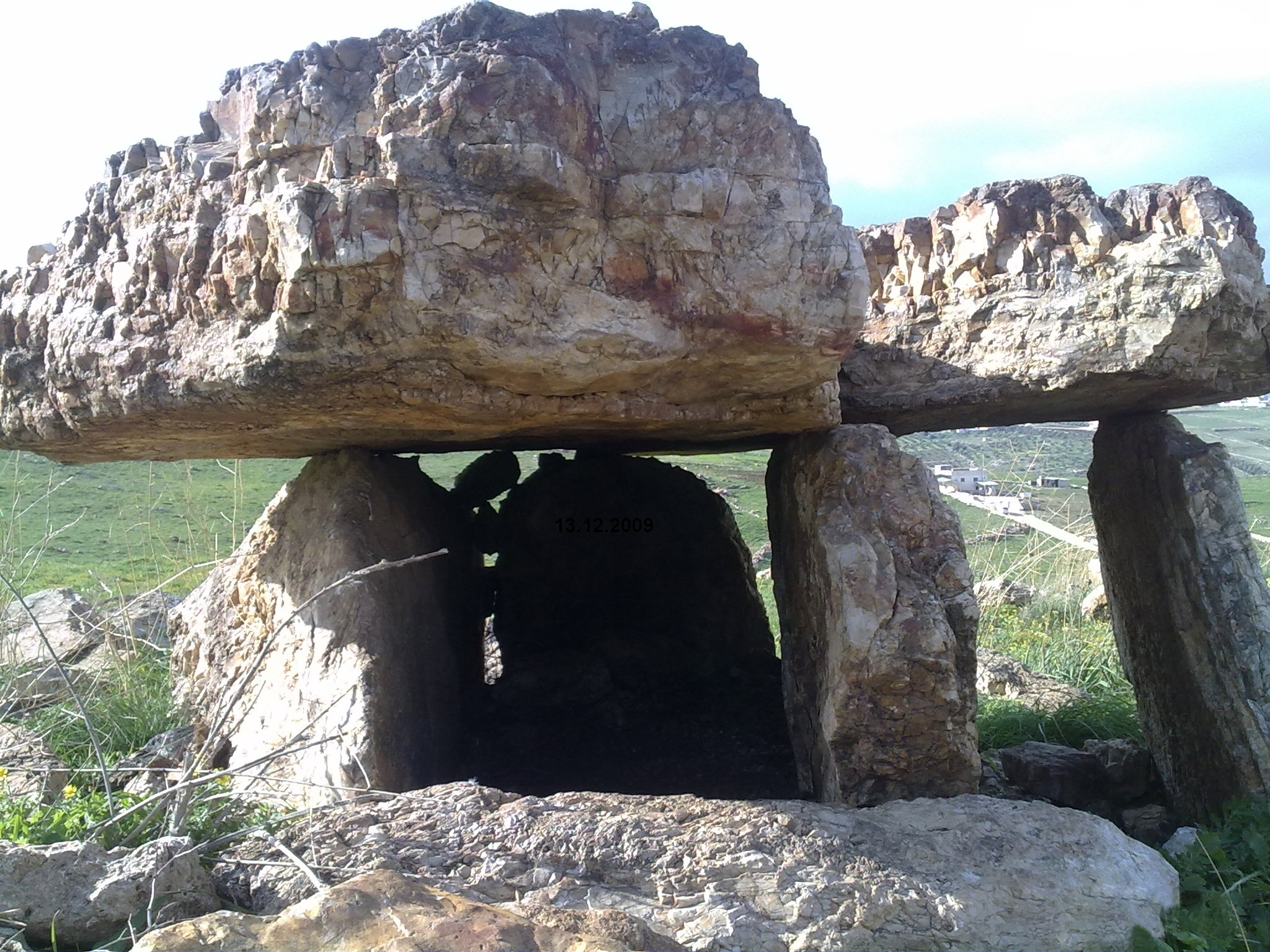
دولمن في شمال جحفية
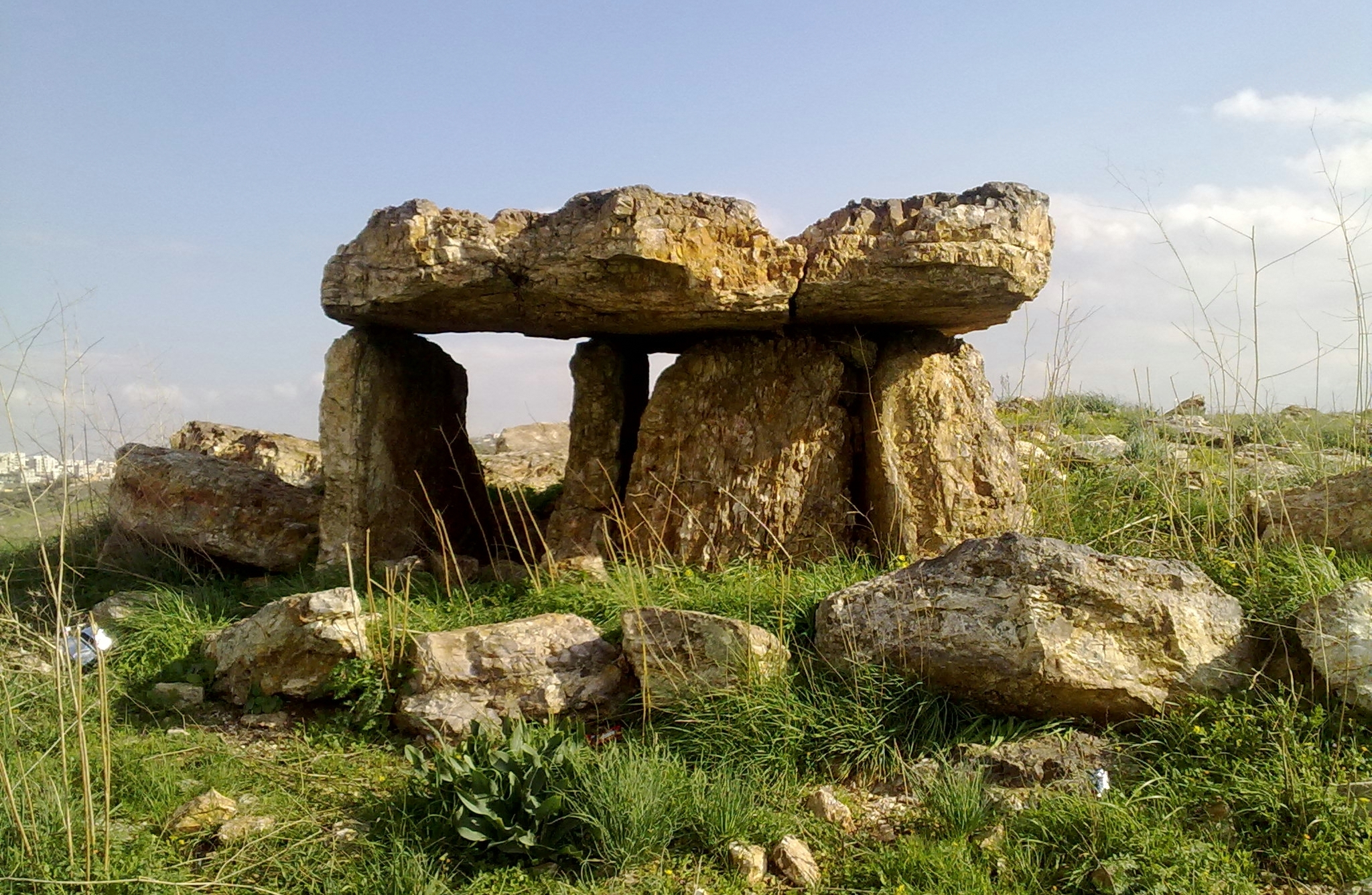
دولمن (من صخور الصوان)

- السيح: وهو بئر وبركة رومانية وفق معطيات تاريخية أقرتها دراسات علمية رافقت دراسة الكنيسة البيزنطية وجوارها عام 1996. يعتقد أنها تعود للفترة من 63 قبل الميلاد إلى 324 بعده وبقيت ماثلة إلى سبعينيات القرن الماضي حينما طمرتت واندثرت ليمر على أطلالها الشارع الرئيسي في جحفية لتختفي معالمها بالكامل ولتفقد جحفية ارثا حضاريا ومعلما اثريا هاما.
- البطين: وهو السفح الغربي للجبل الذي تربو عليه جحفية القديمة وهو غني بالمقاطع والكهوف الحجرية الفريدة عدا عن المقابر التي تعود للعصور الغابرة.

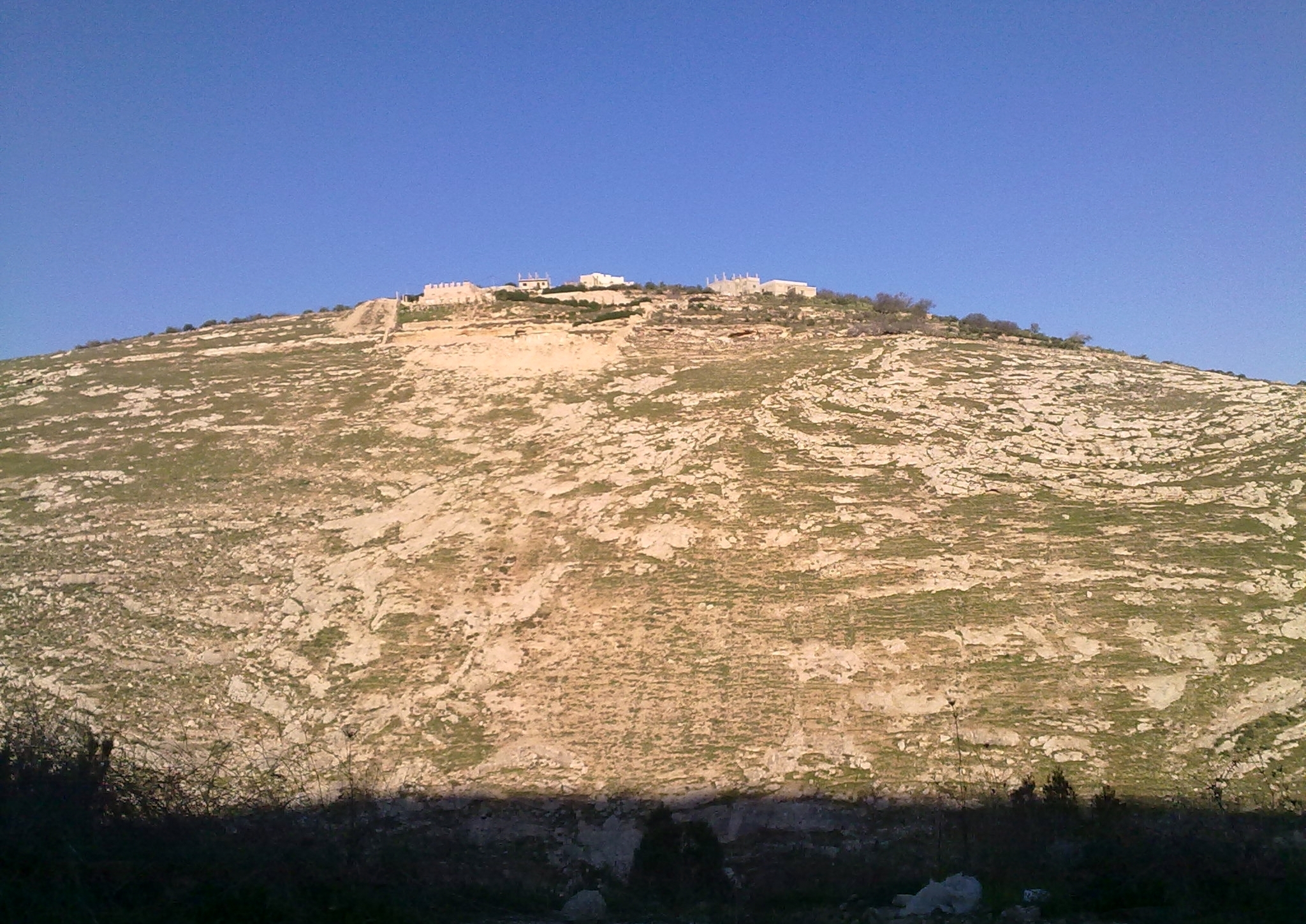
البطين في قرية جحفية تصوير من الجهة الغربية
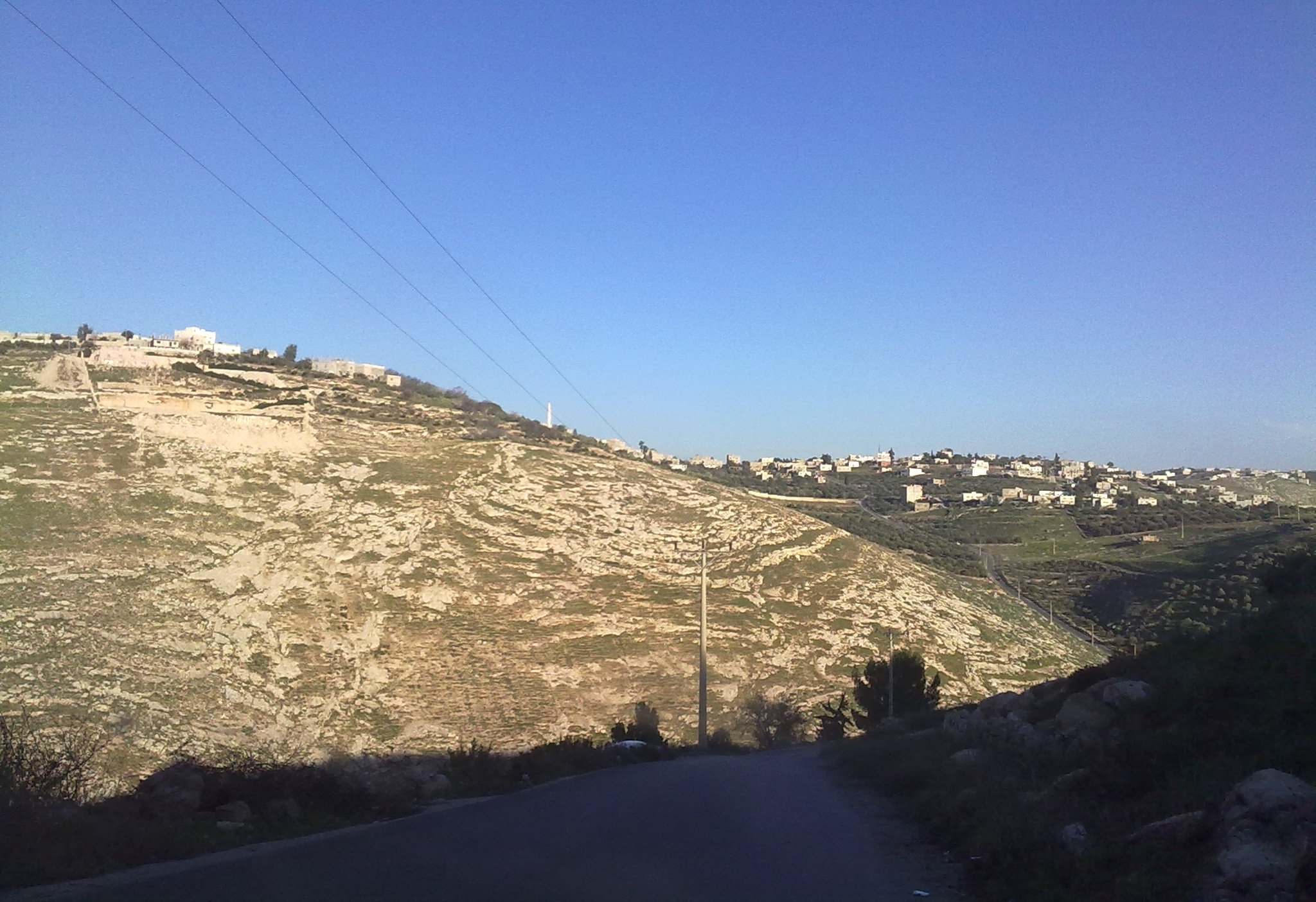
البطين كما يبدو من طريق جحفية ديريوسف
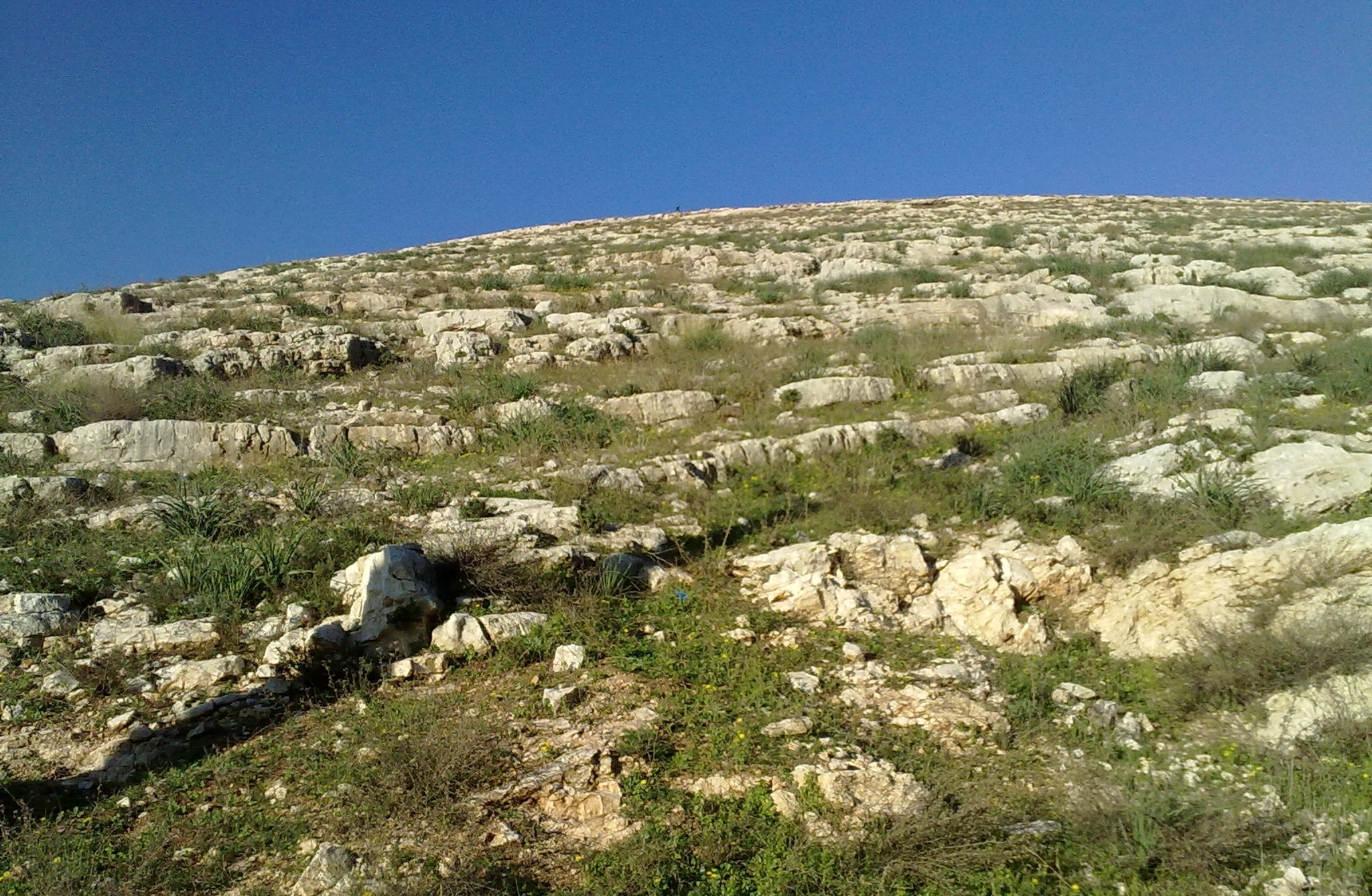
البطين صورة وصفية (طبوغرافية)
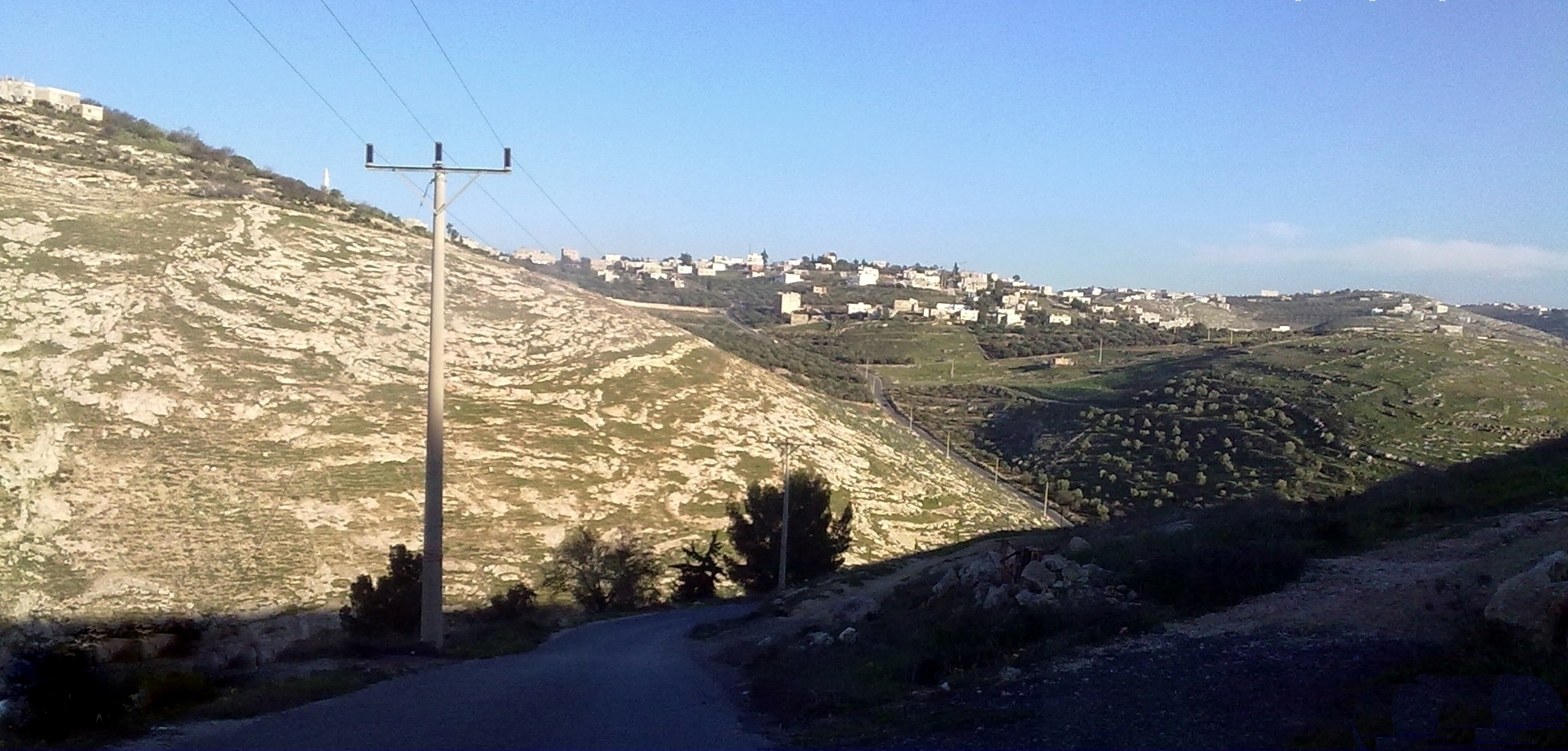
البطين في قرية جحفية تصوير من الجهة الغربية

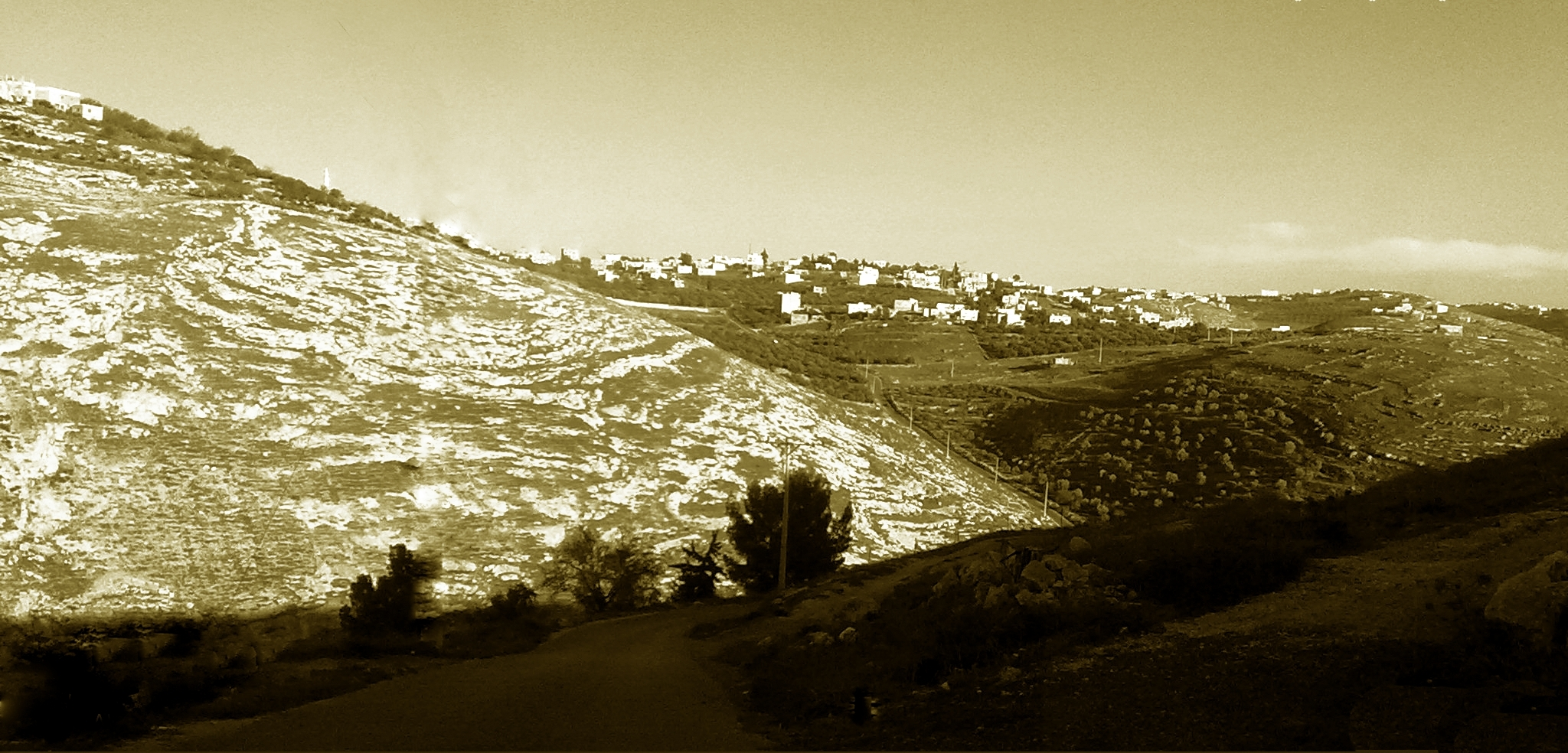
البطين في قرية جحفية الأثرية في شمال الأردن

- عراق الحاج سالم: وهو كهف طبيعي يمتد لمسافة عميقة داخل السفح الجنوبي لجبل جحفية القديم ويحتوي بعض النقوش والاثار التي لم تجد من يهتم بها ويحل رموزها.
- خربة حوفا: وقد كانت تعتبر جزءا من جحفية قبل نشوء قرية حوفا المزار وهي من الخربات الأثرية النادرة وقدسرقت معظم اثارها من القطع الصغيرة وخاصة العملات المعدنية والفخاريات لتباع في الاسواق السوداء. تضررت معالمها الأساسية بشكل كبير للغاية بسبب التنقيب الغير مرخص وبسبب أعمال البناء والزراعة الجائرتين:
- أم صراره: وتلفظ أم إصراره لكثرة الجحارة الصغيرة الحجم فيها والتي تدعي باللهجة المحلية بالصرار. يعتقد أن ام اصراره سُكنت في العصر البرونزي أي بحدود الالف الثاني قبل الميلاد. ثم ازدهرت أثناء فترة الإمبراطورية الرومانية ومن ثم البيزنطيين. اشتهرت ام اصرارة بصناعة الفخّار فقد عثر فيها على عدد كبير من الفخاريات التي صنعت من عدة خلطات من الصلصال بعكس الكثير من الخربات الأثرية التي يسود فيها نوع أو نوعين من خلطات الصلصال. من المثير انه عثر خلال التنقيب الاثري علي فخاريات ملبسة من الداخل بالزجاج الملون بالأخضر والأزرق. طبقة الزجاج كانت رقيقة وملتصقة بجدار الفخار وكانها جزءٌ منه. كشفت بعثة الأثار من قسم الانثربولوجيا في جامعة اليرموك عن وجود الصيوان الحجري النصف دائري المقطوع في السفح الجنوبي لام اصراره، ويشرف الصيوان لجهة الجنوب ويقع في قلب الصيوان قطوع تدريجية في الصخر تؤول إلى مايشبة البئر من حيث الباب الدائري المنحوت بالصخر ولكنه تبين انه يقود إلى سرداب بطول ستة امتار، في نهاية السرداب كان هناك عدة جرار فخارية تعود إلى عصر ازدهار ام اصرارة باستثناء جرّة فخارية وحيدة من الصلصال الأحمر والتي صنفت بانها أقدم بكثير من ذلك. من الغريب انها كانت القطعة الفخارية الوحيدة التي تؤرخ لعصر أقدم بكثير مما أثار التكهن بان الجرة جلبت من مكان آخر مثل تل جحفية أو بواسطة التجار. ويعتقد أن أم صراره كانت تضم معامل فخار في العصور القديمة. ولا تزال قطع الفخار المكسرة والمتناثرة باشكال وتنوع كبير.

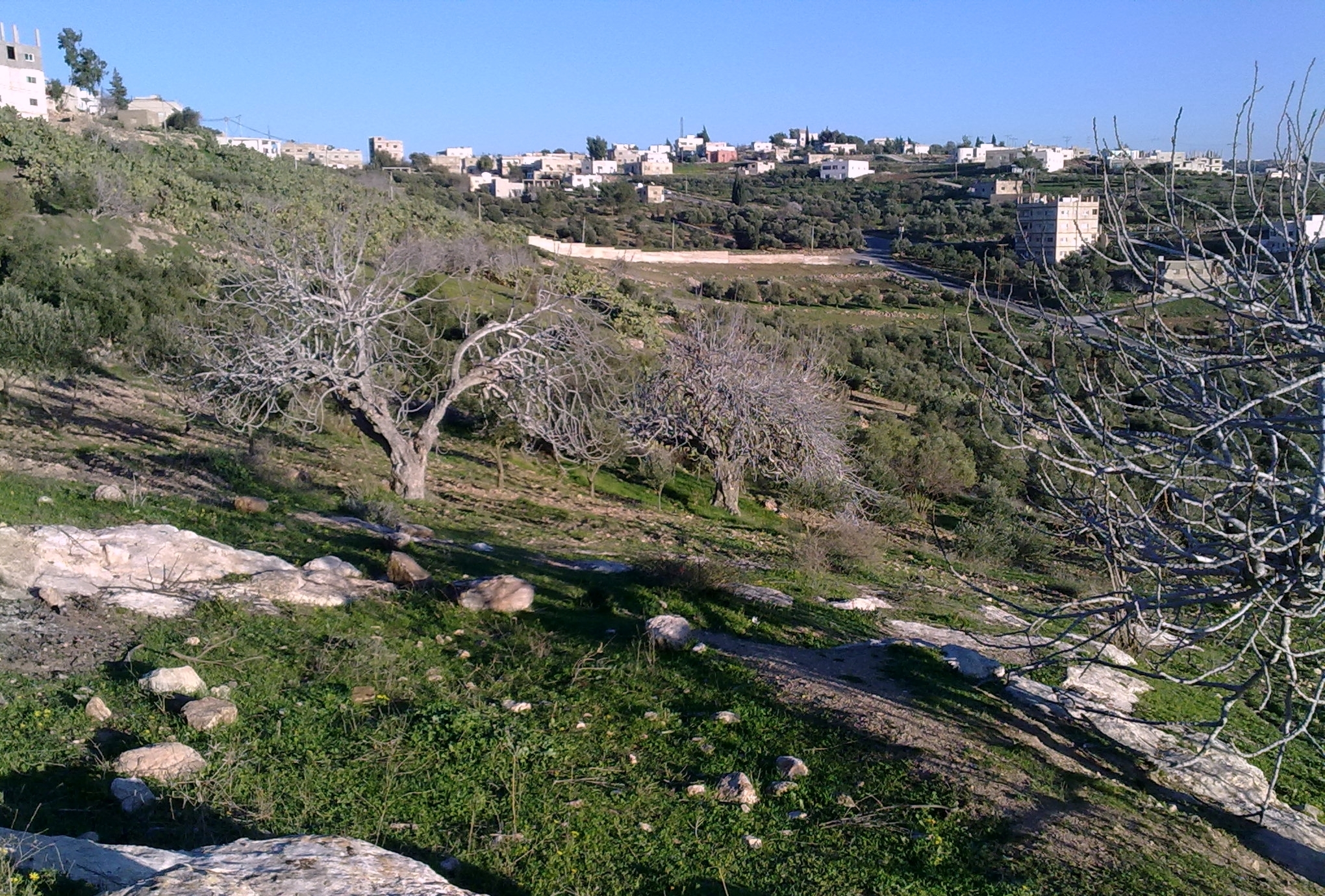
ام إصرارة جحفية
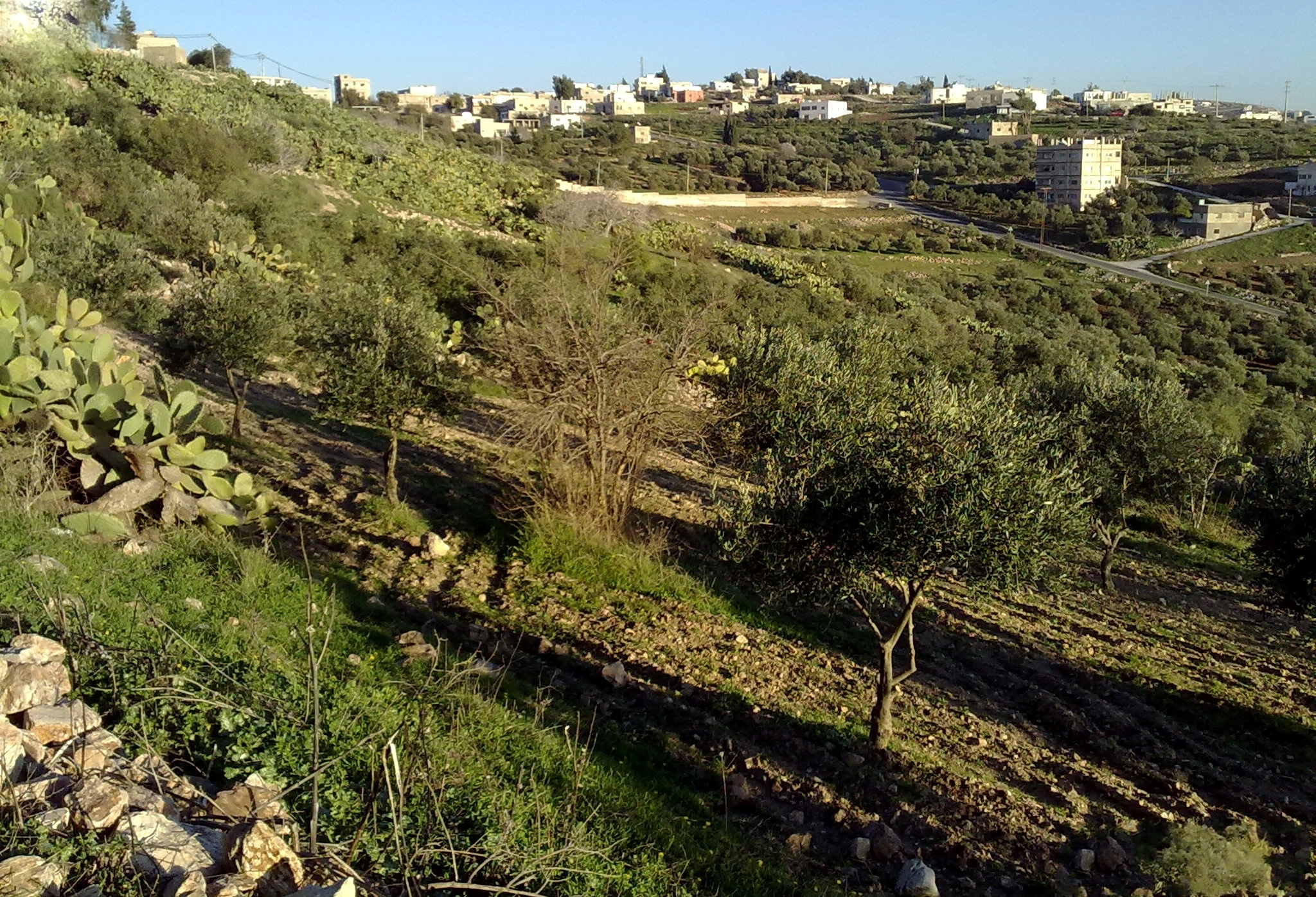
ام إصرارة جحفية
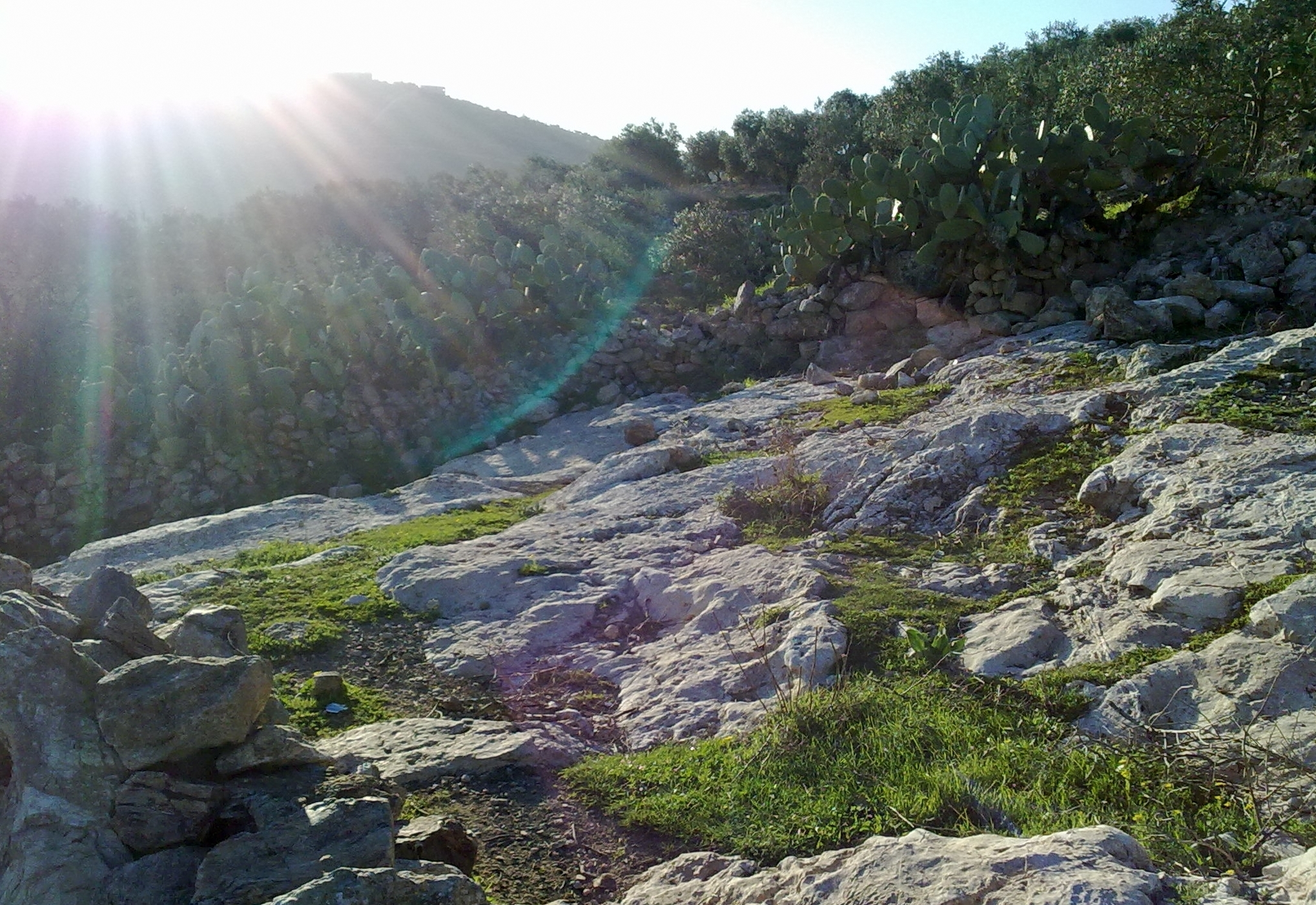
ام إصرارة جحفية
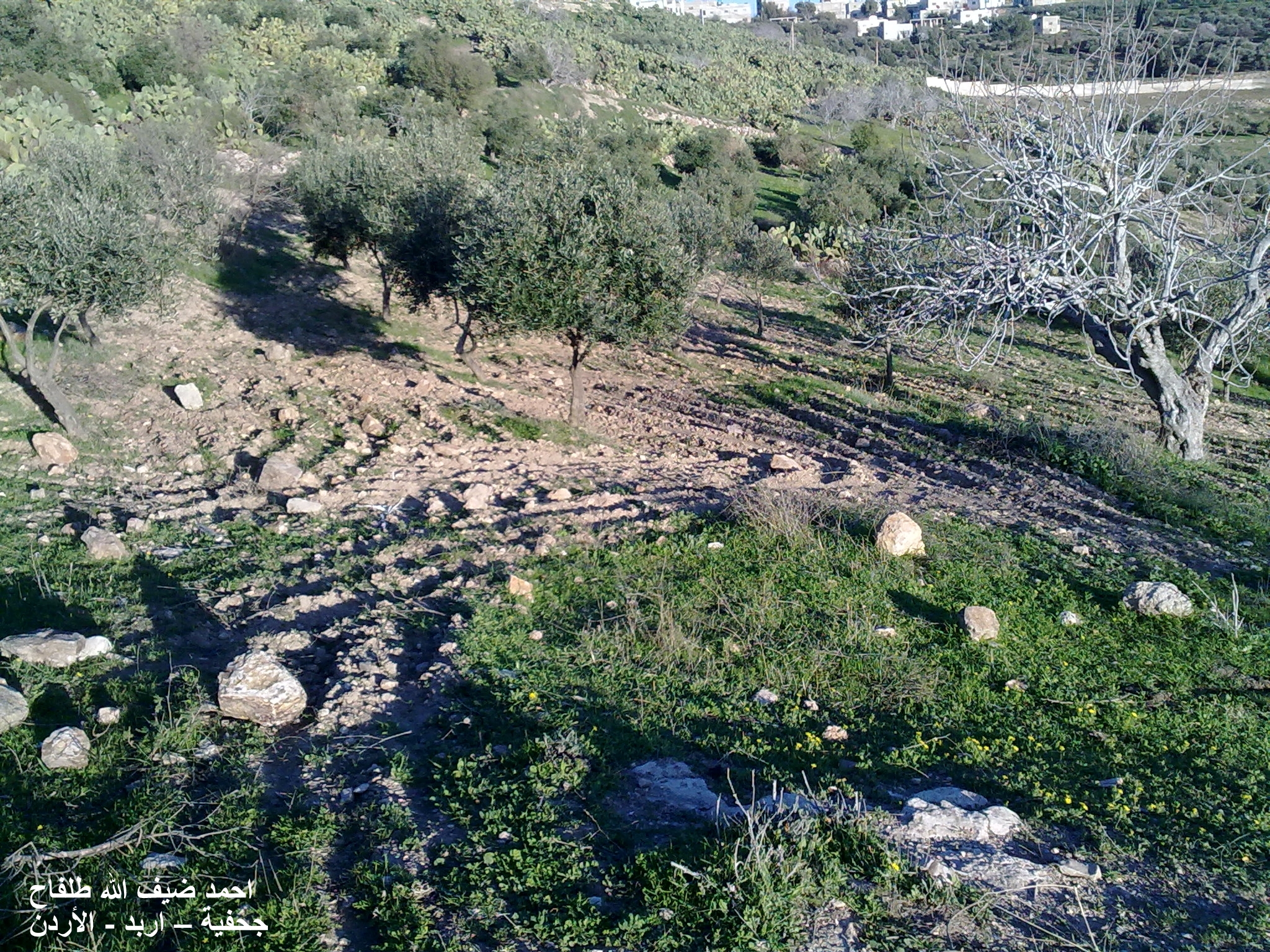
ام إصرارة جحفية

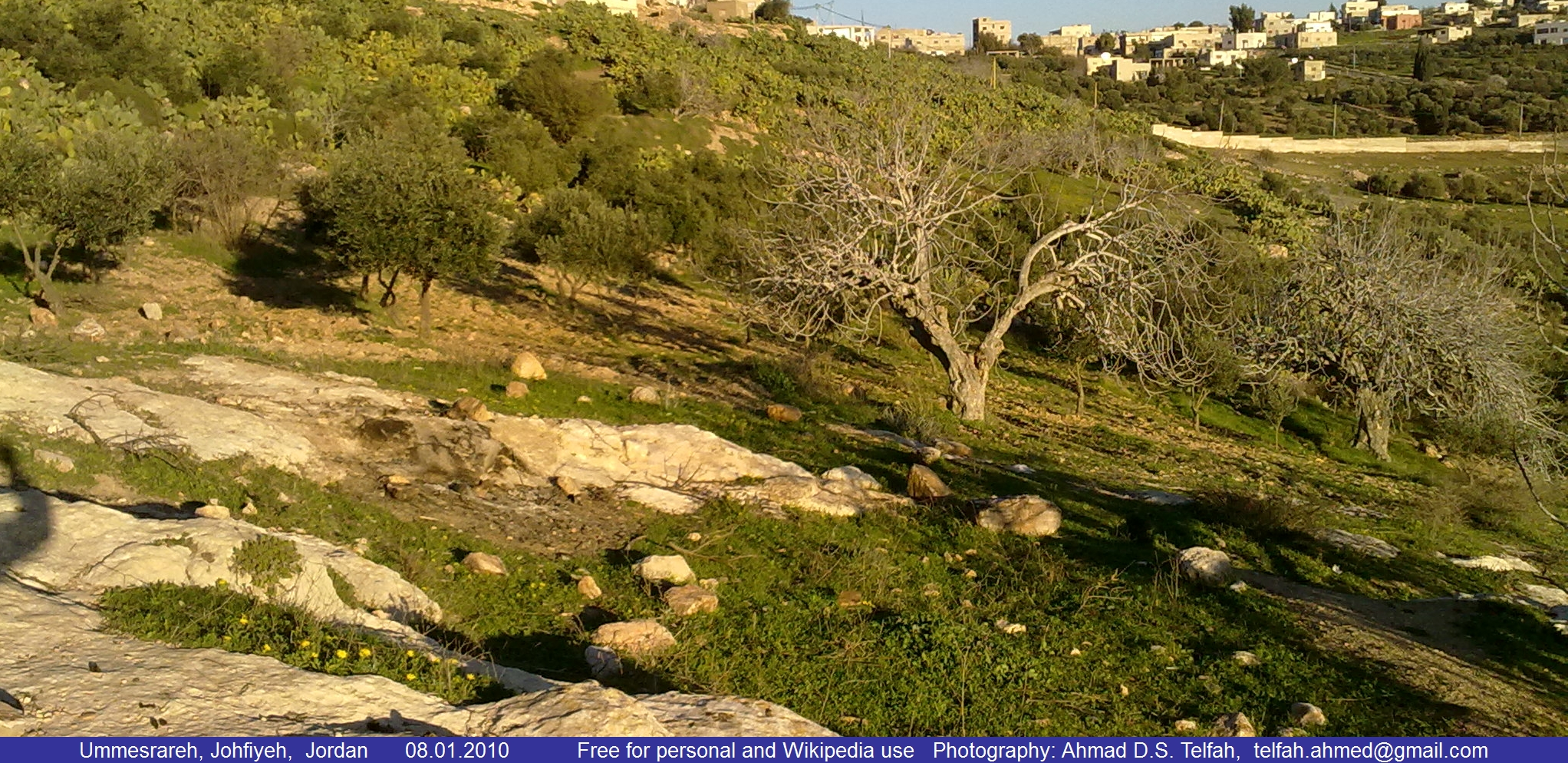
ام إصرارة في قرية جحفية الأثرية في شمال الأردن

- رجم العريس: بناء حجري قديم جدا يعود لحقبة المغاليث التي ازدهرت في العصر الحجري الحديث واستمرت في العصرين النحاسي والبرونزي. وهو مكون من صخور الصوان الضخمة التي يزن الحجر الواحد فيها ما بين 2,5 و 5 طن. وقد عرفه سكان القرية كما هو ولم يدفع الفضول احدا للبحث عن تاريخة العريق وانما اكتفوا بتناقل الشائعات عبر الاجيال عن مكنون هذا البناء الفريد. بفضل الدراسات التي تمت على يد البعثة الأثرية الهولندية فقد بينت نتائج الابحاث والمقارنات ان رجم العريس هو أكبر صرح حجري في المنطقة المحيطة ببيحرة طبريا (التي كانت تسمى ببحر غاليلي) يؤرخ لثقافة الميغاليث التي سادت أوروبا والشرق الأوسط. وهي الفترة التي لم يعد فيها إنسان العصر الحجري بحاجة للترحال. الصروح الحجرية الميغاليثية تدل على أهمية المكان التي تبنى فيه. لا يعرف أي صرح ميغاليثي قريب من رجم العريس الا صرح التريليتون في مدينة بعلبك في لبنان. هناك علاقة واضحة وكبيرة بين رجم العريس وبين المناطير تتجلى بنوع الصخور المستخدمة بالبناء وضخامتها والهندسة المعمارية المستخدمة، بالإضافة إلى انهما في منطقة جغرافية واحدة ومتقاربة تماما.
- الكنيسة البيزنطية: كنيسة بيزنطية تعود للقرن السادس الميلادي. تم الكشف عنها في عام 1997 بواسطة بعثة آثار كندية. بعد دراسة بقايا الجدران والمداميك تبين انها من الحجر الجيري المشذب والمرتبط مع أرضية الكنسية والتي كانت من الفسيفساء الهندسية الزكزاكية الملونة من حجارة الفسيفساء البيضاء والقرمزي والأسود البازلتي. من خلال دراسة الجدران والقواعد تبين انه كان للكنيسة بوابتان رئيسيتان بحث تفتح البوابة الأولى للجهة الغربية حيث رواق الكنيسة والسوق الذي يصل عبر سبيل الحكر المزين بالاعمدة البيزنطية المبنية على النمط الروماني إلى ام اصرارة. والبوابة الثانية التي في طرف الجدار الشرقي إلى جهة الجنوب تشرف على امتداد سبيل الحكر إلى المقبرة البيزنطية التي تقع شرق الكنيسة ولا تبعد عنها كثيرا. لم تجد البعثة الأثرية رسوم فسيفسائية تصويرية كما هو الحال في معظم الكنائس البيزنطية مما يؤكد ان الكنيسة كانت أكبر من الذي تم الكشف عنه وان كثيرا من الفسيفسياء التصويرية والتجسيدية كانت جدارية. تم العثور أيضا علي بئر ماء محفور في الصخر لاستخدامات الكنيسة والكثير من قطع الزجاج المحطم والذي كان بعدة الوان منها الأزرق والأخضر والمشوّب. بعد دراسة الكثير من قطع الزجاج واستخدام المقارنة تبين ان الزجاج الملون هو بقايا زجاج النوافذ والتي كانت على النمط البيزنطي مما يؤكد انها كانت كنيسة مهمة وأكبر من الجزء المكتشف وانها لم تكن صومعة تعبّد صغيرة.

لم تكمل البعثة الأثرية الكندية ابحاثها في المشروع كما كان مقررا لها بحيث يشمل البحث المقبرة البيزنطية وانما اكتفت بنقل فسيفساء الكنيسة من مكانها الأصلي بعد أن سرقت بعض الفسيفساء من أرضيتها إلى أحد المتاحف وذلك بالتنسيق مع دائرة الآثار العامة وذلك بعد اسبوعين فقط من تاريخ اكتشافها.
- المجّنة: اثبتت الدراسات التحليلية للجزء الجنوبي الشرقي والجزء الجنوبي الغربي لمقبرة جحفية والتي قامت بها جامعة اليرموك في الفترة 1990-1996 والتي انطلقت بعد الكشف عن مغارة مقطوعة في الصخر والتي تحوي على ستة عشر قبرا منحوتة داخل جدران المغارة. كانت القبور تحوي على المدامع والأواني الزجاجية بالإضافة إلى السنابل المصنوعة من العظام وعدد من الفوانيس والجرار والفخارية. كانت القبور فردية باستثناء أحد القبور التي كانت جماعية لعدة أطفال. بعد تحليل محتويات المغارة والقبور تبين انها لا تعود للفترة المسيحية البيزنطية أو اواخر الرومانية التي كانت تسود جحفية لفترة طويلة. يعتقد أن الناس في تلك الفترة كانوا يومنون بحياة ما بعد الموت بدليل وجود المدامع والجرار المحملة بالقمح لاعتقادهم بحاجة المتوفى لها بعد الموت. كانت الجماجم تقريبا آخر ماتبقى في القبور المنحوتة في جدران المغارة وكانت القبور مغلقة بالرانات الصخرية السميكة. نقلت بعثة التنقيب من جامعة اليرموك مكتشفات المغارة إلى جامعة اليرموك لغايات التحليل بهدف تحديد الفترة الزمنية التي تعود لها المقابر بالإضافة إلى محاولة تحديد الانماط الحياتية والسلوكية والمعتقدات الدينية للناس في تلك الحقبة الزمنية. لاحقا تم الكشف عن ثلاثة مغارات مماثلة في نفس المنطقة الجغرافية.

المواقع الأثرية في جحفية تعاني من الإهمال الشديد والتعدي اللامحدود عدا عن انها عرضة للسرقة والنهب والبيع والتهريب للمتاحف العالمية.

## المساجد والمراكز الإسلامية
يوجد في جحفية أربعة مساجد ومركز إسلامي لتحفيظ القران الكريم مزود بمكتبة قيمة.
- مسجد جحفية القديم: كان المسجد الوحيد للقرية حتى عام 1977 م. وهو مسجد قديم وتاريخي. كان مبنيا من الطين والحجر والقصيب. كان يتم ترميمه كلما قضت الحاجة لذلك. في بداية السبيعينيات تم إجراء عملية ترميم كبيرة استخدم فيها مواد البناء المعاصرة.هجر المسجد في عام 1979 م بعد اكتمال المرحلة الأولى من مسجد جحفية الجديد (الذي سمي بمسجد عثمان بن عفان). وَهب الحاج الشيخ سليم إبراهيم طلفاح نفسه إماماً لمسجد جحفية القديم. فقد تشّرف بأن يكون مؤذناً وإماماً وخادماً لبيت من بيوت الله تطوعاً وبدون أجر حتى أغلق المسجد وانتقل إلى المسجد الجديد بنفس الحماس والهمة ولكن وبعد سنتين من الانتقال إلى المسجد الجديد أقعده المرض والزمة البيت حتى وفاته في عام 1985 م. كان الحاج محمود ارشيد طلفاح يساعد في خدمة المسجد القديم تبرعا وانتقل إلى المسجد الجديد وبقي فية مؤذناً وخادماً لبيت الله. بعد هجر المسجد القديم اقترح بعض الناس سد باب المسجد والشبابيك بالطوب من أجل حمايته من العبث على أمل أن يتم ترميمه وتأهيلة في المستقبل القريب لاستقبال المصليين وان يكون مسجداً للحارة الغربية، ولكن أهالي القرية رفضوا فكرة اغلاق بيت من بيوت الله بالطوب لانها تحمل فألاً سيئاً. وضل مغلقأ ببابة الخشبي الوحيد. تظرّرت أرضيته وأعمدته وقواعده بشكل كبير جداً في شتاء عام 1997 بسبب التنقيب عن الكنوز والآثار من قبل مجهوليين استغلوا ليالي الشتاء الباردة وقلة نشاط الناس في الليل. وكنتيجة مباشرة لحفريات التنقيب انهار المسجد في نهاية السنة نفسها (كانون الأول لعام1997 م) بعد هطول الثلج الذي أثقل عليه. بقي الحائط الجنوبي وبعض الأجزاء قائمة حتى صيف 1999 عندها قامت بلدية جحفية بهدمها خوفا من سقوطها على الأطفال والمارة. قام بعض المُتطفليين باقتناء معظم حجارة السور (حجارة مقطوعة بالأزميل ومدقوقة ومزركشة يدويا على النمط المعماري التاريخي القديم) بحجة عدم وجود مالك فعلي لأنقاض المسجد. ولذلك لم يعد مسجد جحفية القديم قائما على شكل بناء ولكن الأرض التي كان مقاما عليها لا تزال وقفاً إسلامياً.
- مسجد عثمان بن عفان: مسجد جحفية الرئيسي وأكبرها من حيث المساحة، وهو أول مسجد يبنى على الطراز المعماري الحديث وضمن النمط الإسلامي المميز للمساجد من حيث وجود القباب والمآذن والمنبر والمحراب الغائر في الحائط الجنوبي. يقع حالياً تحت إشراف مديرية أوقاف اربد التي تتبع وزارة الأوقاف والمقدسات الإسلامية.

لجنة الاعمار: في العام 1970 شكلت أول لجنة منّظّمة من أبناء جحفية ليقوم على عاتقها أمانة ومسؤولية بناء مسجد جديد ليواكب حاجة القرية بسبب الزيادة السكانية والتمدد العمراني. تشكلت لجنة الاعمار من ثلاث لجان فرعية وهي اللجنة الإدارية ولجنة الأمناء ولجنة المتطوعيين. استقرت ثقة جميع أبناءالقرية على الشيخ ضيف الله سليم طلفاح ليكون الأمين العام للجان الثلاث. عملت لجنة الاعمار على جمع التبرعات النقدية من أهل القرية ومن مساجد مدينة اربد والعاصمة عمان. في العام 1973 توفر جزء مقبول من النقد لبدء المرحلة الأولى من بناء المسجد.
بناء المسجد: بني علي مرحلتين امتدت الأولي من العام 1973 وأكتملت جزئيافي العام 1977 م وكان البناء فيها عبارة عن طابقيين. تم حجز الطابق السفلي ليكون بمثابة مَيضَأة للرجال ومكتبة مقصورة على الكتب الدينية الإسلامية وبعض الكتب الثقافية وكتيِّبات للأطفال والصبيان وقاعة اجتماعات وندوات دينية وثقافية أما الطابق الثاني فقد كان قاعة الصلاة الأساسية وفيها المحراب والمنبر الخشبي الذي تم اعداده خصيصا لهذا المسجد واكتمل في أوائل صيف عام 1981 م. اكتملت المرحلة الثانية في عام 1982 م وكان البناء عباره عن قاعة كبيرة يتخلل سقفها ثلاثة قباب خضراء تعلوها الأهلة ويلف القباب من الخارج حزام من الأضوية الكهربائية. تطل الواجهة الرئسية للمبنى الجديد والتي هي واجهة المسجد على ساحة معبدة تتصل مع شارع جحفية الرئيسي (شارع عثمان بن عثمان) وتسمى بباحة المسجد الشمالية. الجزء الجديد من المسجد يتقدم على الجزء القديم ويعلوه بحدود المتر الواحد، تم تركيب زجاج بين البنائيين من أجل تحسين الأضاءة. لايمكن دخول قاعة الصلاة الأولى الّا من خلال القاعة الجديدة للصلاة والتي يتم الدخول لها من البوابات الرئيسية للمسجد. البوابات الرئسية للمسجد تطل على جهة الشمال وهي مبنية على الطريقة المعمارية الإسلامية من حيث شكل الأعمدة والأقواس، رُكِّبَ عليها أبواب معدنية يتخللها الزجاج الملون بطريقة زخرفية مميزة. بما أن البناء الجديد كان أكبر من البناء القديم، فقد تم حجز الجزء الغربي من القاعة الجديدة كمصلى للنساء ولة مدخلة المستقل عن مدخل الرجال وهو مزود بمكبرات الصوت وكافة مستلزمات الصلاة. كان بناء مأذنة للمسجد من ضمن المرحلة الثانية للبناء ولكنها تأخرت حيث بنيت على عدة فترات وكانت مصممة لتكون ثلاثة مطفات ومرقد الهلال، وبسبب صعوبة توفير التبرعات والمال الكافي لاتمامها كما كان مخططا لها تم اختصار المطف الثالث وأكتملت لتتكون من قاعدة المأذنة ثم مطفيين وانتهت بمرقد الهلال. بنيت من الخرسانة المسلحة على قاعدة ضخمة من الخرسانة المسلحة بالحديد، وهي ملبسة من الخارج بالحجر المحكم الأبيض. زين كل مطّف بحزام من الأضواء الكهربائية الملونة التي تضاء بالتزامن مع أضواء القباب عند دخول وقت الأذان لصلوات المغرب والعشاء والفجر. ولهذا التقليد أهمية خاصة في رمضان لانه دلالة على دخول وقت الالإطار ولهة أهمية استثنائية بالنسبة للمنازل البعيدة التي لاتسمع الأذان. لايزال يعد المسجد الرئيسي للقرية وتقام فية كل الصلوات بما فيها صلاة الجمعة وصلاة العيدين وصلوات الجنازة والاستسقاء. الشيخ حسن علي ارشيد طلفاح هو الامام والخطيب للمسجد معينا من مديرية أوقاف اربد.
- مسجد جحفية الجنوبي: يقع في الحي الجنوبي على خط المزار-جحفية-اربد. شيّد في 1980 م. كان ولفترة طويلة لايخضع لسلطة وزارة الأوقاف. بعد أن تولت وزارة الأوقاف الاشراف على المسجد عينت مديرية اوقاف اربد الشيخ عمر محمود سالم طلفاح اماما للمسجد وخطيب المسجد د.زياد عبد الله طلافحة.
- مسجد الصحابة: شُيّد في الحي الشمالي الشرقي لقرية جحفية على نفقه أحد المحسنين في العام 1993 م. مسجد مبني على الطراز الحديث تعلوه قبة كبيرة تغطي معظم مساحة سقفه ولة مأذنة من الحجر الأبيض المحكم. مزود بالتدفئة المركزية وبسكن الامام في الطابق الأرضي. تقام فية الصلوات كافة وصلاة الجمعة.
- مسجد أحباب الله: بني على نفقة أحد المحسنين عام 2010 في شمال البلدة على طريق ناطفه. يقوم الشيخ بلال محمود سالم طلفاح على إمامة المصلين فيه.
- مسجد صلاح الدين الابوبي: اقيم في العام 2010 بجهود أهل الخير من أبناء القرية.

## المراكز الإسلامية
- مركز خوله بنت الأزور الثقافي الإسلامي للنساء: مركز ثقافي نسائي إسلامي شامل ومتميز. يعتبر من منارات العلم التي توجه النساء إلى الثقافة الإسلامية والمنهج الإسلامي الصحيح في تنشئة الجيل الجديد. قامت السيدة خديجة إبراهيم مصطفي طلافحة صاحبة فكرة إنشاء المركز بالتبرع بتكلفة إعادة تاهيل الطابق السفلي لمسجد عثمان بن عفان في جحفية واعادة تصميمة ليلائم إنشاء المركز والملحق من الخدمات.

بعد نجاح المركز بشكل استثنائي، (وبعكس أبناء بلدة المزار الشمالي الكرام) استغل بعض المتَظلِّمين منهم عواطف الناس لجمع التواقيع والعرائض وتذلَّلوا بها للمسؤولين في مديرية اوقاف اربد لنقل المركز إلى بلدة المزار الشمالي بحجة انها مركز اللواء وانها الأكثر تعداداً. اذعنت مديرية اوقاف اربد (والتي لا تملك اصلا حق التصرف بهذا المركز) لهذة الحجج والمبررات الواهية، ونقلت المركز وفرضت الأمر الواقع والتي هي تجسيد وترسيخ لثقافة وضع اليد على كل ماهو ناجح والتي كانت تسود العصور الجاهلية. من الجدير بالذكر أن المقر الأصلي للمركز لايزال يعمل جزئياً في يومين من كل اسبوع كنوع من الترضية الذي اتخذتة مديرية الأوقاف لتجميل واستساغة قرارها بالاستحواذ على انجازات الآخرين.
- مركز النعمان للقران الكريم: مركز ثقافي إسلامي لتحفيظ وتفسير القران الكريم ولتعليم احكام التجويد. شُيّد في العام 2005 م تطبيقاً لوصية السيد نعمان أحمد علي طلافحة.
- المركز الصيفي لتحفيظ القرآن الكريم: لا يوجد له مقر ثابت وإنما يقوم القائمون علية باستئجار مقر مؤقت في فترة العطلة الصيفية للمدارس. يستهدف المركز طلاب وطالبات المدارس للمرحلة الأساسية الأولى لغاية تحفيظ القرآن الكريم بالإضافة لأحكام التجويد والترتيل. يقام حفل ختامي تكريمي في نهاية موسم وتوزع جوائز لتكريم المشاركين والمتميزين.

## التعليم
معظم أهل البلدة من الدّارسين وهناك الكثير من حملة الشهادات الجامعية الأولى وشهادات الماجستير والدكتوراة من مختلف التخصصات الإنسانية والطبية والعلمية. لايوجد إحصاء لنسبة الامية ولكنها قليلة جدا في الايام الحالية.
التعليم في العقود الماضية:
- في الفترة (1750-1912):
- في الفترة (1912-1936):
- في الفترة (1936-1957):

التعليم في العقود الحديثة:
- في الفترة (1957 - 1990):
- في الفترة (1990 - الوقت الحاضر):

## المدارس والمراكز الثقافية
يوجد في جحفية مدرستان حكوميتان وثلاثة مدارس خاصه.
المدارس الحكومية
تعتبر مدرسة جحفية الابتدائية المختلطة والتي كانت تدعى (المدرسة الغربية) نواة المدارس الحكومية الحديثة في الوقت الحالي. كانت مدرسة مختلطة تضم الصفوف الأربعة الابتدائية الأولى. كانت تشغل الجناح الغربي من مدرسة جحفية الثانوية للبنات. فصلت المدرسة الغربية إلى مدرستين الزاميتين أحدهما للبنين والثانية للبنات وتم ترحيل الذكور إلى البناء الجديد وسمي بمدرسة جحفية الإعدادية للبنين في الحارة الشرقية. في حين تم تخصيص المدرسة الغربية للإناث وسميت بمدرسة جحفية الإعدادية للبنات.
1.مدرسة جحفية الثانوية للبنات: تاسست عام 1957. مدرسة حكومية تضم من الصف الأول الأساسي وحتى الصف الثاني الثانوي (التوجيهي)، ويعقد فيها امتحان الشهادة الثانوية العامة (امتحان التوجيهي). تقيم المدرسة في الحارة الغربية للقرية في بناء حكومي مملوك لمديرية تربية اربد الثانية التي تتبع لوزارة التعليم.
2.مدرسة جحفية الثانوية للبنين: تاسست عام 1957 م. مدرسة حكومية تضم من الصف السابع الأساسي وحتى الصف الثاني الثانوي (التوجيهي)، ويعقد فيها امتحان الشهادة الثانوية العامة (امتحان التوجيهي). كانت المدرسة الوحيدة للبنين قبل أنشاء مدرسة جحفية الأساسية للبنين. تقيم المدرسة في بناء حكومي مملوك لمديرية تربية اربد الثانية التي تتبع لوزارة التعليم.
3.مدرسة جحفية الأساسية للبنين: تاسست عام 2005 م. مدرسة حكومية انبثقت عن مدرسة جحفية القديمة التي ترفعت إلى مدرسة جحفية الثانوية. وتضم الصفوف الأساسية من الصف الأول وحتى الصف السادس. تقيم المدرسة في بناء مستاجر قريب من المدرسة الثانوية.
الأكلات الشعبية في قرية جحفية لا تختلف عن ما تتميز به قرى وريف شمال الأردن وهو ما يسود المنطقة ككل ونذكر من هذة الأكلات المنسف والمكمورة والمطابق والتشعاتشيل والمقلوبة واللزاقيات وأذان الشايب والمسخن. وليست هذة الأكلات الشعبية حكرا على قرية جحفية بحد ذاتها أو أي قرية من قرى شمال الأردن وإنما جزء من النمط الاجتماعي والمعيشي العريق الذي تتسم به معظم قرى منطقة حوران وقرى هضبة الجولان. ومن الجدير بالذكر أن هنالك فروقات تميز بعض المناطق عن غيرها وتعطيها خصوصية اجتماعية وتنوع رائع ومثير.

## الحالة الاقتصادية في الماضي والحاضر والنشاط الزراعي
كانت جحفية من المناطق الزراعية الهامة وكانت تعد من أهم مراكز المحاصيل الزراعية حتى العصر الإسلامي وكانت تزرع بالقمح وكافة الحبوب الأخرى. لكن الموجودات الأثرية للقبور البيزنطية من منحوتات حجرية على شكل سنابل القمح أثبتت أن زراعة القمح كان لها أهمية خاصية. وجدت صناعة الزجاج والخزف والأدوات الزراعية في جحفية. ويعتقد أن حياة الناس الاقتصادية كانت عالية بدليل وجود الأواني الزجاجية والخزفية والحلي والفيسيفساء والتي كانت تلازم المجتمعات الغنية.
في فترة من الحكم العثماني حصل انقطاع في المعلومات المتناقلة بين الأجيال ولاتوجد معلومات مدونة عن جحفية خلال تلك الفترة.
في العصر الحديث:
لم تعد الزراعة وتربية المواشي من أوليات الناس ولم تعد مصدر الرزق الوحيد لأي عائلة في جحفية. وأصبحت الوظائف الحكومية هي الأولية للناس بالأضافة إلى العمل بالمشاريع التجارية والوظائف الخاصة. كل ذلك أدى إلى أهمال الأراضي الزراعية وزوال تربية المواشي والحيوانات المنزلية والدواجن. بالرغم من ذلك لا تزال بعض النشاطات الزراعية تعتبر جزءاً من ثقافة الناس مثل زراعة الزيتون والزراعات الصيفية البعلية بالرغم من عدم جدواها الاقتصادية في ظل التكلفة المترتبة على الحراثة والري وقطف المحاصيل وتكلفة الأيدي العاملة ذلك عدا عن شح الأمطار.
بناءً ذلك نستطيع القول بأن أهم ماتنتج جحفية هو الإنتاج المحدود للزيتون والتين والصبر واللوزيات والحبوب والمزروعات البعلية الصيفية، بالإضافة إلى إنتاج عسل النحل والتربية المحدودة للمواشي والحيوانات المنزلية والدواجن.
لايوجد في جحفية ثروة حرجية مثل الأحراش والغابات لانها قطعت أثناء تجهيز الجيش الرابع العثماني أثناء الحرب العالمية الأولى.
زراعة الصّبر:
تتميز حقول جحفية الغربية بكثرة وكثافة شجيرات الصّبر (الصبار الشوكي) الذي يكاد ينعدم النظير في أي قرية من قرى الأردن كافة، كان سكان القرية يولون الصبار اهتماما استثنائيا خصوصا في فترة جني ثمار الصبار التي تدعى بالأكواز حيث كان الجميع يعمل بجد بالرغم من صعوبة العمل وخطورته وكان الناس عادة مايتسلون بالطرف الساخرة عن نبات الصبار لكي يتناسون شدة الحر وقسوة الشمس في موسم جني ثمار الصّبر (الْقاط الصّبر).

## نمط الحياة
كان يغلب على نمط الحياة الطابع القروي الريفي حتى منتصف التسعينيات ولكن الحال بدأ يتغير بوتيرة متسارعة بسبب تأثير المد السكاني من مدينة اربد والتأثر بما يعرف بالنازحيين (القادميين) من الكويت ودول الخليج العربي والعراق بعد حرب الخليج الثانية. الكثير من هؤلاء النازحيين هم من الأصول الفلسطينية وقد ترعرعوا في بيئة ومجتمع دول الخليج العربي مما صبغهم بنمط اجتماعي خاص بهم عدا عن الأقلية القادمة من العراق الذين كان لهم نمط اجتماعي آخر. اضطر الكثير منهم لترك دول الخليج العربي وخاصة الكويت أثناء وبعد حرب الخليج الثانية ولجأ معظهم إلى الأردن البلد المضياف لكل الأخوة العرب والمسلمين من كل أنحاء العالم وبسبب العلاقة الوثيقة بين الشعب الأردني والفلسطيني وأيضا بسسب ان الكثير منهم يحمل الجنسية الأردنية المؤقتة وبعضهم يحمل الجنسية الأردنية الدائمة.
كانت مدينة إربد وجوارها لا تزال مدينة ريفية بسيطة والبيوت السكنية والأراضي كانت رخيصة مقارنة بالعاصمة عمان وجوارها، كل هذا أدى إلى أن تكون اربد والقرى القريبة منها وجهة وهدف جموع القادميين أكثر بكثير من باقي مناطق الأردن. كان العدد كبيرا لدرجة ان اربد وجوارها قد تغير بشكل استثنائي، وبسبب التباين الكبير بين عادات وتقاليد أهل اربد وبين القادميين مما أدى إلى ظهور صدمة اجتماعية وشعور واضح بالفرق (مجتمعيين في منطقة جغرافية واحدة). ولكن الزمن كان كفيلا بخلق الثقة المتبادلة ومن ثم أدى إلى صياغة نمط واطار اجتماعي جديد يسود مدينة اربد وبشكل أقل قرى اربد المجاورة. وكنتيجة لهذا النمط الجديد اختفت في مدينة اربد وجوارها الكثير من العادات الريفية والبساطة القروية واللهجة المميزة لها وبنفس الوقت استطاعت أن تحافظ على كيانها من الذوبان مما أكسبها مرونة كبيرة في استيعاب القادميين ومكنتهم من التكامل مع المجتمع المحلي بالرغم من كبر مجتمعهم القادم معهم. وبما أن جحفية تقع في جوار مدينة اربد كان لها نصيب كبير من التأثر المباشر وغير المباشر.
هناك تغير اجتماعي انسيابي في العادات الاجتماعية الحياتية في كل مدن وقرى الأردن بسبب التغير التدريجي لنمط الحياة من النمط العشائري والأسري إلى النمط الفردي الذاتي الانعزالي والذي هو نتيجة التمدن والعولمة. وتكون المجتمعات العشائرية القريبة والمحتكة بالمدينة أكبر الشواهد على هذا التأثير كما هو الحال في قرية جحفية وايدون والحصن وكفريوبا وحوارة وناطفة وغيرها. ومن علامات هذا التأثير ضعف العلاقات الاجتماعية، وتلاشي التزاور بين الأقارب والمعارف والأصدقاء، انغلاق الأفراد على أنفسهم والأكتفاء بالعلاقات الأسرية الضيقة، تحول المناسبات الاجتماعية العامة كالأعياد والزواج إلى مناسبات خاصة محدودة، ظهور التذمر من والتمرد على القيم والأفكار المتوارثة، التمسك والتعصب للآراء الفردية في وجه الإرادة الجماعية. ليس كل هذه التغيرات سلبية بالضرورة فقد يكون بعضها مؤشر نمو فكري وثقة الفرد بنفسة ولكن يجب أن يكون ضمن ضوابط دينية واجتماعية وأخلاقية حتى تكون ايجابية.
بالرغم من كل هذا لايزال الزائر لقرية جحفية يرى المعالم القروية شاهدة في معظم نواحي الحياة ولايزال أهل القرية يعيشون حياة اجتماعية أخوية ويتزوارون في المناسبات وفي غير المناسبات ويساعد بعظهم بعضا وكأنهم اسرة واحدة. وببساطة يمكن للزائر ان يلمس الطيبة والكرم والشهامة والنخوة العربية في أهل جحفية كما هو الحال أيضا في القرى المجاورة.
اللكنة (اللهجة) السائدة في قرية جحفية هي اللهجة الريفية القروية التي تميز منطقة شمال الأردن الريفية ومع وجود بعض الفروقات البسيطة التي قد تميز بعض القرى والتجمعات عن بعضها البعض وفي نفس الوقت تعطي طابعا خاصا جميلا لكل قرية أو تجمع.
الأكلات الشعبية في قرية جحفية لا تختلف عن ما تتميز به قرى وريف شمال الأردن وهو ما يسود المنطقة ككل ونذكر من هذة الأكلات المنسف والمكمورة والمطابق والتشعاتشيل والمقلوبة واللزاقيات وأذان الشايب والمسخن. وليست هذة الأكلات الشعبية حكرا على قرية جحفية بحد ذاتها أو أي قرية من قرى شمال الأردن وإنما جزء من النمط الاجتماعي والمعيشي العريق الذي تتسم به معظم قرى منطقة حوران وقرى هضبة الجولان. ومن الجدير بالذكر أن هنالك فروقات تميز بعض المناطق عن غيرها وتعطيها خصوصية اجتماعية وتنوع رائع ومثير.

## المجلس القروي - بلدية جحفية - مرحلة دمج البلديات
—— الإدارة الأهلية (المخاتير) (1900-1962)م
وهي فترة نهايات الحكم العثماني وفترة الانتداب البريطاني والحكم الفيصلي وامارة شرق الأردن ومن ثم استقلال الأردن وتسميتها المملكة الأردنية الهاشمية. كانت من أصعب الفترات التي مرت على جحفية وأهلها. كان القرية صغيرة ولا يوجد فيها أي شارع معبد ولا حتى طريق المزار- جحفية - اربد. لم يكن هناك شبكة ماء أو كهرباء. كانت حياة الناس حياة ريفية فلاحية بسيطة للغاية ولم يوجد خدمات حكومية من أجل ادارتها. بالرغم ذلك اعتاد الناس على اعتبار أحد وجوة القرية من الرجال على أنه المختار ليحل المشاكل المحلية ويبت في المنازعات والمشاجرات ويكون شاهدا على عقود البيع والتملك والزواج ولاحقا اوكلت للمخاتير مهمة تسجيل النفوس والوفيات وحجج الملكية وحجج المواكنة لاصدار جوازات السفر ودفاتر العائلة وشهادات الميلاد وصرف لهم ختم معتمد من الحكومة.
تناوب عدة مخاتير على إدارة شؤون القرية وكان يتزامن عدة مخاتير في نفس الفترة الزمنية تبعاً لأفرع العشيرة في ذلك الوقت. وكان كل مختار يحتفظ بختم حكومي بالإضافة لاسم المختار.
نذكر من المخاتير علي سبيل الأمثلة وليس الحصر الحاج علي العيسى الطلافحة، الحاج إبراهيم الطلفاح، الحاج موسى الطلفاح، الحاج عبد الله الفياض الطلافحة، الحاج عبد العزيز الجويعد الطلافحة، الحاج قاسم الفلاح الطلافحة، الحاج عبد الله علي الطلافحة).(8,9، 10,11، 12)
—— مجلس قروي جحفية (1962-1996)م
كان مجلس قروي جحفية أول هيئة إدارة وإشراف أهلي حكومي مباشر مُمَثَّلا من أهل القرية. كان يتشكل المجلس القروي في أول عهده من الاعضاء المدعون بالعضوات وكان يتم انتخابهم بالتزكية والاتفاق بين وجوه العشيرة ويتم انتخاب رئيس المجلس القروي مباشرة من قِبل مجلس العضوات. كانت صلاحيات المجلس القروي محدودة ومقصورة على تقديم الحد الأدنى من الخدمات للقرية، ومعظم الصلاحيات الكبرى كانت بيد مديرية البلديات. بالرغم من ذلك تم إنجاز الكثير من المشاريع الهامة للقرية أثناء وجود المجلس القروي.
تناوب على رئاسة المجلس القروي عدد من أبناء القرية نذكرهم حسب التسلسل الزمني.
1. الحاج سليمان سالم إبراهيم طلفاح (1962 حتى 1982): وهو أول رئيس لمجلس قروي جحفية. وقد شغل عدة دورات متتالية لرئاسة المجلس القروي. لة انجازات جذرية في تحديث قرية جحفية. بالرغم من محدودية صلاحيات المجالس القروية عموما الّا أن الحاج سليمان طلفاح كان يمتلك علاقات ودية مع كبار مهندسي مديرية البلديات وذلك بسبب سكنه وتواجده لإدارة محلاته التجارية في وسط مدينة اربد في تلك الفترة من جهة وبسبب حكمته وكرمة وحسن تعامله مع الناس مما سهل علية التواصل مع أصحاب القرار وخلق الصداقات الودّية ولولا ذلك لم يكن أحد من مديرية البلديات في اربد ليعبأ بقرية صغيرة في تلك الفترة الصعبة من تاريخ الأردن (الستينيات والسبعينيات). من أهم انجازاتة القيّمة على سبيل المثال لا للحصر تمديد شبكة الكهرباء ومن ثم توصيل الكهرباء للقرية الذي كان يتطلب قرار وزاري (بسبب نقص مولدات الطاقة والوقود وارتفاع أسعار المحولات الكهربائية من الضغط العالي) وكانت الكهرباء مقصورة فقط على المدن، ومن انجازاته أيضاً تعبيد الشوارع الرئيسية وشق الكثير من الطرق الزراعية الجديدة وتهيئة وتمهيد معظم الطرق الترابية حيث كانت هذه من أعقد المهام التي واجهته بسبب عدم وجود نظام فرز أراضي بين الأملاك الخاصة وأملاك الشارع مما خلق صعوبات اقناع الناس بالسماح لمرور الشوارع والطرق من أراضيهم الخاصة ولم يكن هناك نظام قضائي واضح للبت في مثل هذه الخلافات، مما حدا به للتواصل مع أصحاب الأراضي بشكل شخصي وودي حتي تمكن من ايجاد شبكة شوارع جيدة وتم تعبيد الشارع الرئيسي (شارع عثمان بن عفان)، ومن انجازاتة أيضاً استئجار مقر للمجلس القروي بعد أن كان يعقد في منزل عبد العزيز جويعد الطلافحة تبرعاً منه، ثم انه وضع الأرضية لإايجاد بناء دائم ومملوك للمجلس القروي والتي تحققت بعد أن تحول المجلس القروي إلى بلدية جحفية.
2. الحاج إبراهيم مصطفى إبراهيم طلافحة (1982 حتى 1990):
3. الحاج عبد الله ارشيد طلافحة (1990 حتى 1994):
4. السيد مصطفى علي فرحان الاعرج (1994 حتى 1996): كان من المفترض ان يشغل رئاسة مجلس قروي جحفية لدورة رئاسية كاملة. ولكن وبعد عامين من تولية حلت وزارة البلديات المجالس القروية وتم ترفيع قرية جحفية إلى بلدية على أن ينتخب رئيس البلدية مباشرة من الناس الذين لهم حق التصويت. وبذلك كان آخر رئيس لمجلس قروي جحفية.

—— بلدية جحفية (1996-2004)م
1. الدكتور زياد عبد الله علي طلافحة (1996 حتى 2004): أول رئيس لبلدية جحفية بعد أن تم حل المجالس القروية واستحداث بعض البلديات على اسس الانتخابات المباشرة من الناس بدل النظام السابق القائم على التزكية. تسلم رئاسة البلدية لفترتين كاملتن (ثماني سنوات). قام الدكتور زياد طلافحة بانجازات هامة وجوهرية لقرية جحفية منها إعادة تعبيد الشارع الرئيسي وساحة مسجد عثمان بن عفان بالاسفلت الحديث. أثناء توليه رئاسة البلدية صدر قرار حكومي بدمج البلديات حسب التوزيع المكاني لها، وبذلك القرار كان السيد زياد طلافحة أول وآخر رئيس لبلدية جحفية بصيغتها المستقلة. وبعد ذلك التاريخ أصبحت بلدية جحفية حالها حال كثير من البلديات عضوا في مقر البلدية المدمج الرئيسي في مدينة المزار الشمالي.

—— مرحلة دمج البلديات (2004 - الوقت الحاضر)م
1. السيد يحيى إبراهيم مصطفى طلافحة: العضو الممثل لبلدية جحفية في مقر مبنى البلديات المدمجة في مدينة المزار الشمالي.

## المحلات التجارية (الدّكاكين)
تنحصر معظم المحلات التجارية في منطقة مثلث جحفية. تطورت المحلات التجارية في جحفية من الدكاكين القروية البسيطة التي كانت توجد في الحارة الغربية (جحفية القديمة) وقد اتسمت الدكاكين الحديثة بكثرة البضائع وتنوعها وتوفر السلع الغالية نسبيا بسبب وجود الطلب على تلك السلع على عكس الدكاكين القديمة، واختفاء الكثير من البضائع والسلع القروية والشعبية التي كانت من أهم مايطلبة الناس في الماضي منها (البنورة وجمعها البنانير وهي سراج الضوء الصغير في الماضي ومن لوازم البنانير الفتلة ووالسراج الكبير المسمى باللوكس ومن السلع أيضا ورق لف الدخان وكان يدعي التتن أو دخان الهيشي.

## مركز صحي جحفية
وهو مركز طبي حكومي يتبع لمديرية صحة اربد والتي تتبع لوزارة الصحة. يقدم الخدمات الطبية الأساسية مثل معالجة ومتابعة الأمراض الموسمية والفصلية وصرف الأدوية اللازمة لذلك، ويوفر خدمة إعطاء المطاعيم للأطفال والكبار وغيرها من الخدمات الطبية الأساسية. يقوم بتوزيع النشرات الطبية التثقيفية ونشرات التوعية ونشرات السلامة الطبية العامة ويقدم خدمة الاستشارات الطبية إذا تطلب ذلك. يتم تقديم هذه الخدمات جميعها في مقر المركز ولايوجد لديه إمكانية تقديم الخدمة خارج المقر وإذا استدعت الحاجة لمساعدة حالة مرضية عاجلة سواء كانت طبيعية أو نتيجة حوادث منزلية أو غير منزلية فأن دفاع مدني المزار الشمالي المخوّل بتغطية ذلك.
يحوّل مركز صحي جحفية المراجعيين الذين يتطلب علاجهم إمكانيات من خارج نطاق إمكانيات وصلاحيات الكادر الطبي إلى المشافي الطبية المتخصصة والمؤهلة لذلك مثل مستشفى الأميرة بسمة في اربد-البارحة ومستشفي أيدون العسكري في ايدون ومستشفى بديعة التعليمي في اربد-إسكان الأطباء.
يمكث مركز صحي جحفية في بناء مؤجر لوزارة الصحة، أصبح البناء لايفي ولايستوعب توسع المركز وزيادة عدد المراجعيين للعيادات المختلفة المشمولة بالمركز مما حدى بالجهات المعنية للبحث عن بناء شامل من أجل استئجارة لفترة طويلة بعد أن يتم أعادة هيكلة البناء من الداخل ليلائم حاجة المركزالصحي.
(هذا المقال لايزال قيد الاعداد وتجميع المعلومات) للمساهمة الرجاء مراسلة منسق صفحة جحفية بالبريد الإلكتروني.